# Iglesia (edificio)

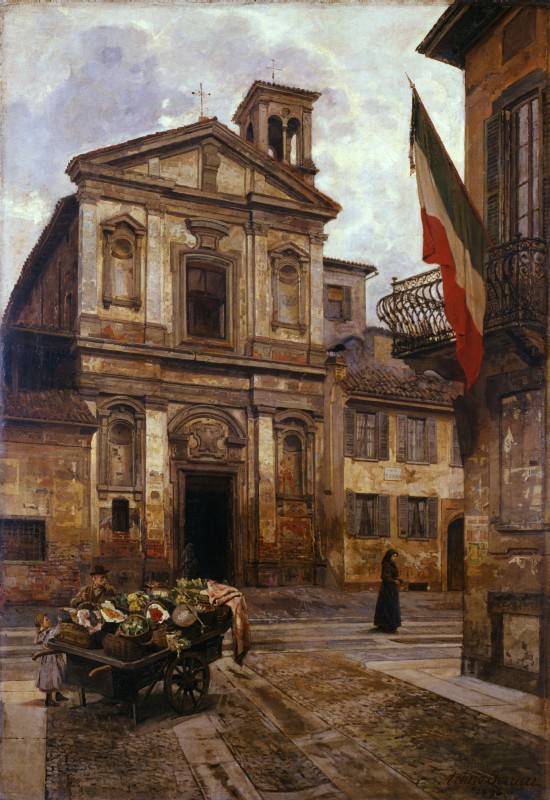
La chiesa di Santo Stefano in Borgogna a Milano de Arturo Ferrari, 1896.

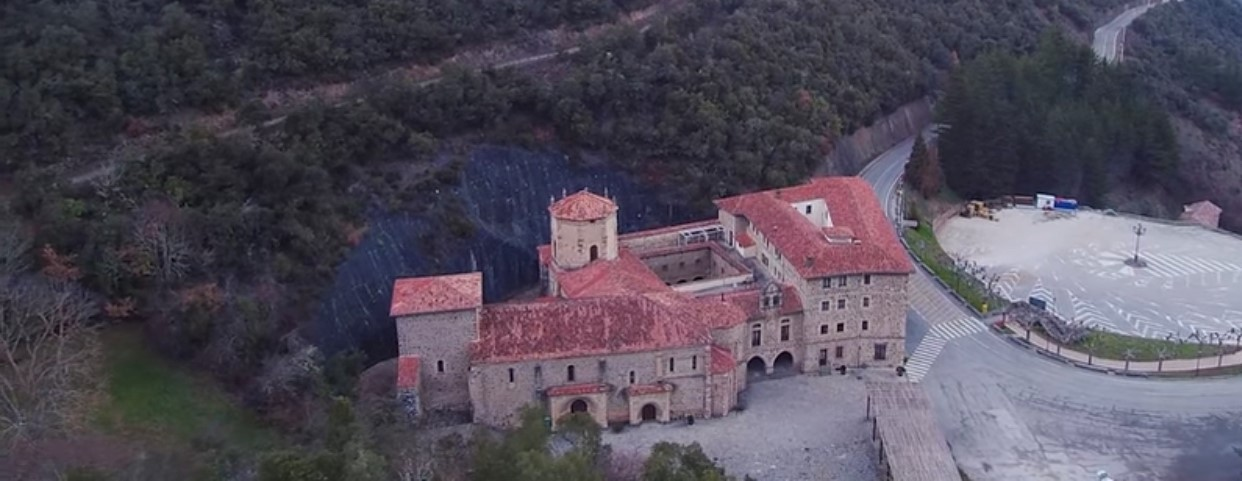
Monasterio de Santo Toribio de Liébana (Cantabria)

Una iglesia (del griego: ἐκκλησία, Ekklēsía «asamblea») es un edificio destinado al culto cristiano público. Cada edificio con esa función recibe la misma denominación que la asamblea o reunión de fieles que acuden a él y que la institución eclesiástica, así como otras acepciones. Hay muchos tipos de iglesias, desde el punto de vista arquitectónico.

## Iglesias cristianas

Catedral de Helsinki en Finlandia.

Según su importancia y función institucional, una iglesia cristiana, con independencia de que sea un edificio aislado o pertenezca a un conjunto religioso, puede ser denominada como:
- iglesia catedral o catedral, la iglesia principal en la que reside el obispo u arzobispo con su cabildo;
- iglesia primada o primacial, si es la sede de un primado, obispo que tiene una primacía sobre los demás;
- basílica, cuando recibe este título especial del papa por su importancia, circunstancias históricas o por aspectos de cierto relieve. Se distinguen las basílicas mayores y las basílicas menores. (También se usa para las iglesias construidas según una planta a la antigua o «planta basilical» y si fue erigida por un emperador.)
- iglesia colegial o colegiata, que no siendo silla propia de arzobispo u obispo está servida por un colegio (el Capítulo) de dignidades y canónigos seculares y en ella se celebran los ritos con más boato y pompa, similar al de las catedrales;
- iglesia decanal si es la sede de un decanato, reagrupando varias parroquias alrededor de un decano o arcipreste;
- iglesia parroquial, sede de una parroquia;

Otras denominaciones que suelen usarse de forma más o menos informal y sin repercusiones canónicas, según sea su titular, son:
- iglesia pontificia, algunos templos de Roma relacionados directamente con la dignidad papal;
- iglesia patriarcal, sede de un patriarca, los obispos de mayor rango;
- iglesia arzobispal, sede de un arzobispo, generalmente al frente de una arquidiócesis, una diócesis particularmente importante, ya sea por su tamaño o relevancia histórica. Tiene funciones similares a las de la catedral;
- iglesia arciprestal, sede de un arcipreste, el sacerdote ordenado más antiguo de una iglesia episcopal o bien aquel que designaba el obispo como más eminente y que le sustituye, por ejemplo por enfermedad, en las ceremonias de culto.

Y también informalmente se usan otras denominaciones, como:
- iglesia magistral es la condición de las iglesias de universidades que no se encuentran en una ciudad episcopal y por tanto no tienen rango de catedral. Únicamente hubo dos: Lovaina y Alcalá de Henares (esta última fue elevada al rango catedralicio muy recientemente);
- iglesia docente es la formada por los encargados de enseñar a sus fieles;
- iglesia fría a la que tiene derecho de asilo en sagrado;
- iglesias de órdenes militares (iglesia templaria, iglesia de las Comendadoras) y órdenes redentoras de cautivos (iglesia de la Merced);
- iglesia mayor a la iglesia principal de cada pueblo o ciudad.

Además, algunos complejos arquitectónicos destinados a la vida religiosa (monasterios, abadías, conventos, cenobios, beaterios, misiones...) tienen una iglesia o un edificio destinado al culto, o incluso varios de ellos. Son denominadas, y con independencia de que pueden ser consideradas con alguno de los títulos anteriores, según el caso:
- iglesia conventual;
- iglesia abacial si es la iglesia principal de una abadía;
- iglesia prioral si es la iglesia de un priorato;
- iglesia monástica si es la iglesia de un monasterio;
- iglesia misional  si es la iglesia de una misión.

Una capilla es un lugar de culto secundario:
- si forma parte de una iglesia más amplia, está destinada al culto de un santo, de una familia, de una cofradía.
- es castral, castrense o nosocomial si pertenece a un castillo u hospital (capilla de otro edificio civil).
- es conmemorativa si señala un lugar particular (fuente milagrosa, emplazamiento de un milagro, tumba de un santo aislada).
- es cementerial si está construida en un cementerio

El término genérico que designa al santo al que la iglesia está dedicada es la llamada vocación (o advocación) o la dedicatoria.

## Iglesias ortodoxas
En la Iglesia ortodoxa, se distinguen los siguientes tipos de iglesias:
- Iglesia metropolitana, sede de un obispo metropolitano;
- un katholikon o catholicon, es la iglesia principal de un monasterio cenobitico oriental;[3]
- un kyriakon (nombre del que derivan etimológicamente la alemana «Kirche» y la inglesa «church») es la iglesia principal de una  skete —comunidades de ermitaños— o de una laura.

La iglesia mayor de una localidad, si no es la catedral, en Grecia se denomina "katholiki" sin relación con el catolicismo.

## Cristianismo evangélico

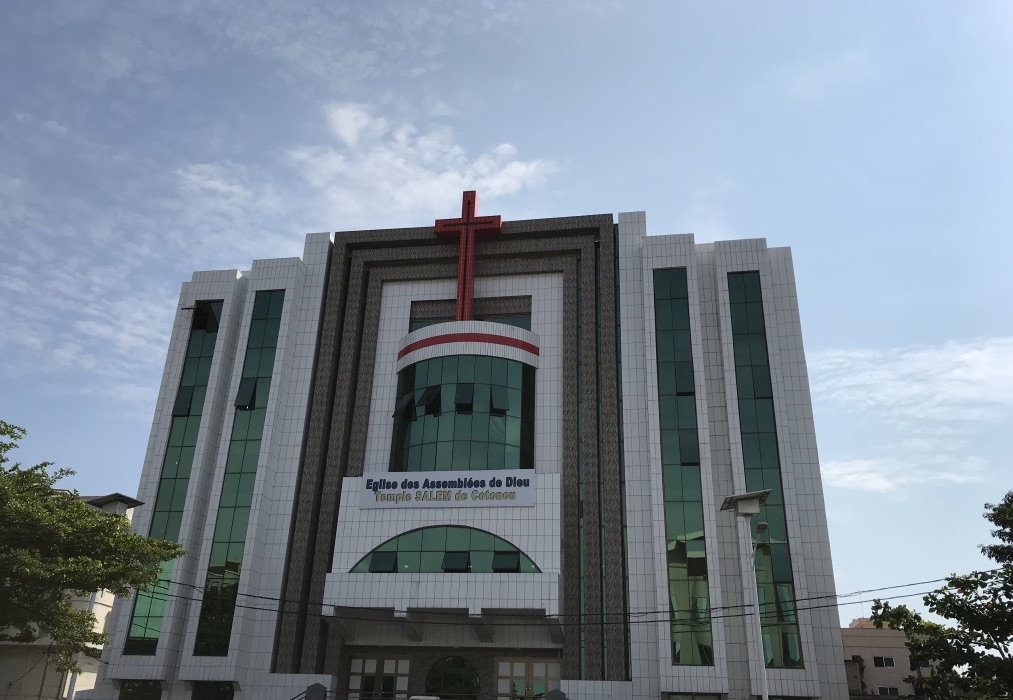
Templo Salem de Cotonú, afiliado a las Asambleas de Dios, en Cotonú, en Benín, 2018

Los lugares de culto evangélicos se suelen llamar «iglesias» o «templos». En algunas megaiglesias, la palabra "campus" a veces se usa. La arquitectura de los lugares de culto se caracteriza principalmente por su sobriedad. La cruz latina es uno de los únicos símbolos espirituales que generalmente se pueden ver en el edificio de una iglesia evangélica y que identifica el lugar.  Algunos cultos tienen lugar en teatros, escuelas o salas de usos múltiples, que se alquilan solo los domingos. Debido a su interpretación del segundo de los Diez Mandamientos, los evangélicos no tienen representaciones de material religioso como estatuas, iconos o pinturas en sus lugares de culto. Generalmente hay un baptisterio en el escenario del auditorio (también llamado santuario) o en una sala separada, para los bautismos por inmersión. También existen catedrales las cuales son de gran tamaño pero que además tienen algún grado honorífico ya sea para el país o región, un ejemplo de esto es la catedral evangélica de chile, patrimonio histórico de la república de Chile.

## En el cristianismo disidente

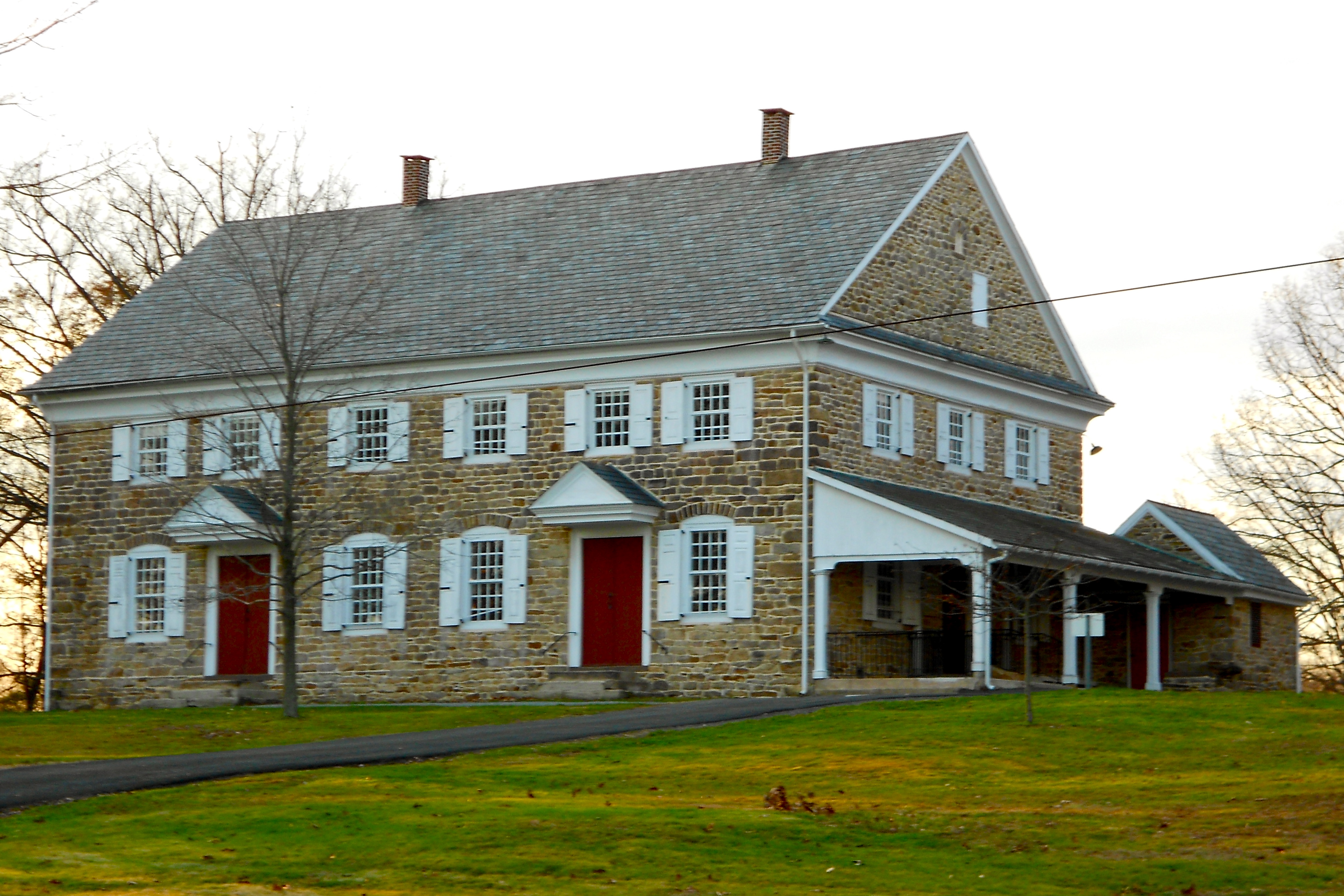
Casa de reunión de los Amigos de Buckingham en Pensilvania

En las denominaciones cristianas disidentes, se le conoce como centro de reuniones (casa de reunión) al edificio donde tienen lugar reuniones de carácter religioso y a veces, reuniones de asuntos públicos varios.
Las denominaciones cristianas que utilizan la palabra "centro de reuniones" para referirse al edificio en donde llevan a cabo sus reuniones de adoración incluyen:
- Congregaciones anabaptistas
  - Congregaciones amish
  - Congregaciones mennonitas
- Iglesias congregationalistas
- Christadelfianos
- La Iglesia de Jesucristo de los Santos de los Últimos Días (mormones) utilizan la palabra "centro de reuniones" para el edificio donde las congregaciones se reúnen para los servicios de adoración semanal, eventos recreativos, y encuentros sociales. Un centro de reuniones difiere de un Templo SUD, el cual está reservado para formas especiales de adoración.
- Movimiento Provisional
- Sociedad Religiosa de los Amigos (Cuáqueros)
- Cristianos espirituales de Rusia
- Algunas congregaciones unitaristas, a pesar de que algunos prefieren las descripciones de "capilla" o "iglesia".
- En la Iglesia Ministerial utilizan la expresión "salas de oración" para los lugares de reunión a diario.

## Arquitectura eclesiástica

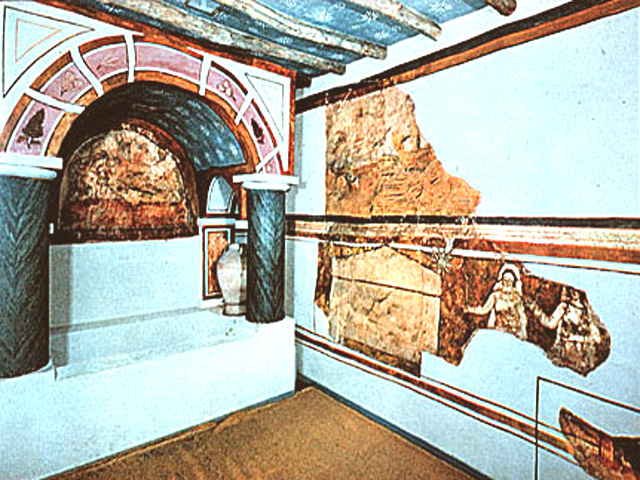
Reconstrucción de una de las salas de la iglesia de Dura Europos.

Aparte de las catacumbas y de las dependencias usadas clandestinamente para el culto dentro de casas particulares, las iglesias más antiguas conservadas se construyeron en el siglo III, todavía en la época de las persecuciones (Dura Europos, Meggido). Las del primer tercio del IV ya se hicieron como grandes edificios públicos, al permitir Constantino el culto cristiano con el Edicto de Milán (la Catedral de Ejmiatsin -Armenia-, la gruta de San Pedro -Antioquía-, la Panagia Ekatontapiliani -isla de Paros- y la basílica de San Pedro de Roma). La más importante de las iglesias de esa época fue la basílica del Santo Sepulcro (Jerusalén), construida tras derribar un templo de Afrodita que se suponía levantado sobre el sepulcro de Cristo.

Ejemplos de iglesias
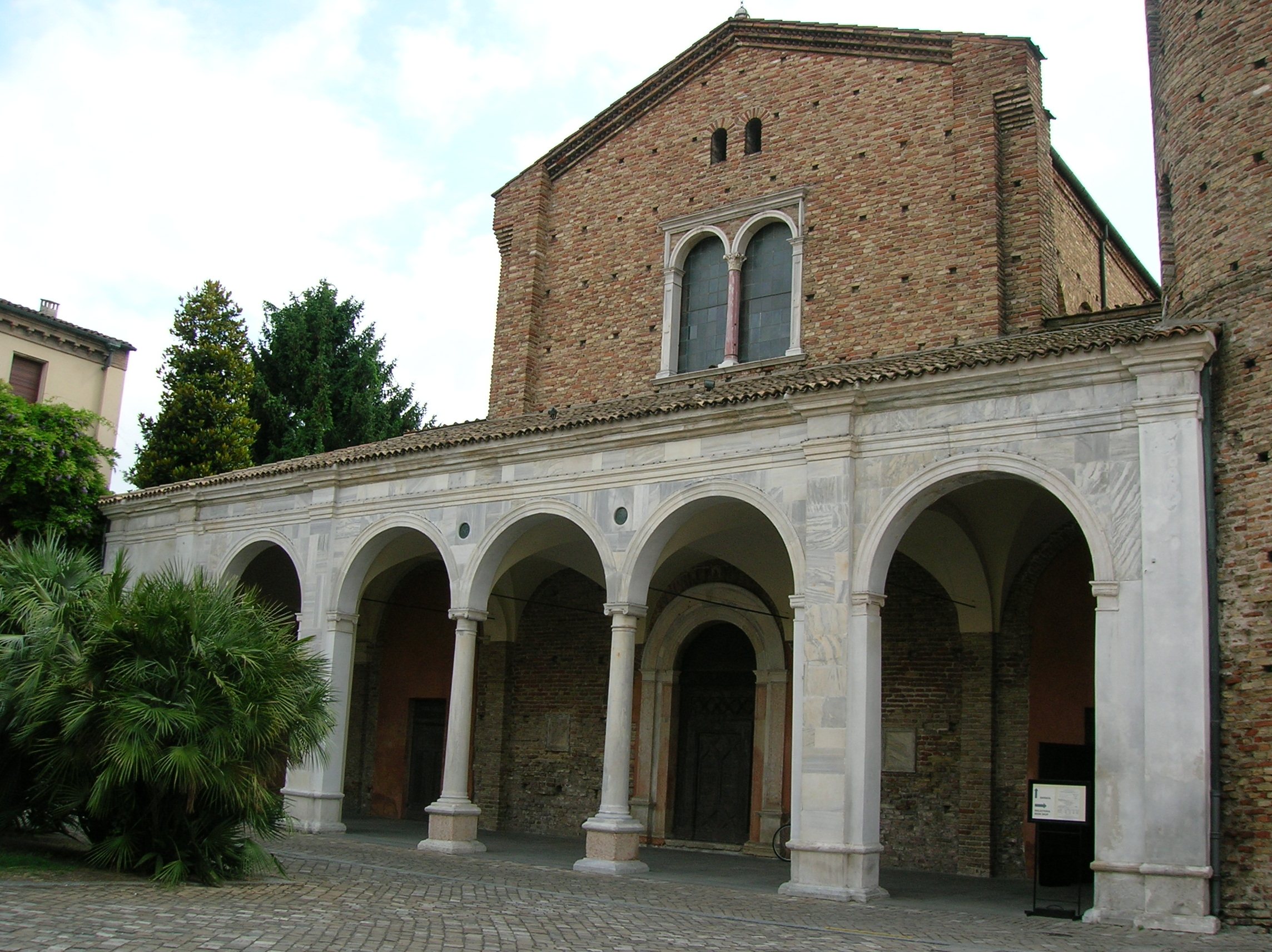
Basílica de San Apolinar el Nuevo, Rávena (siglos VI-VII).
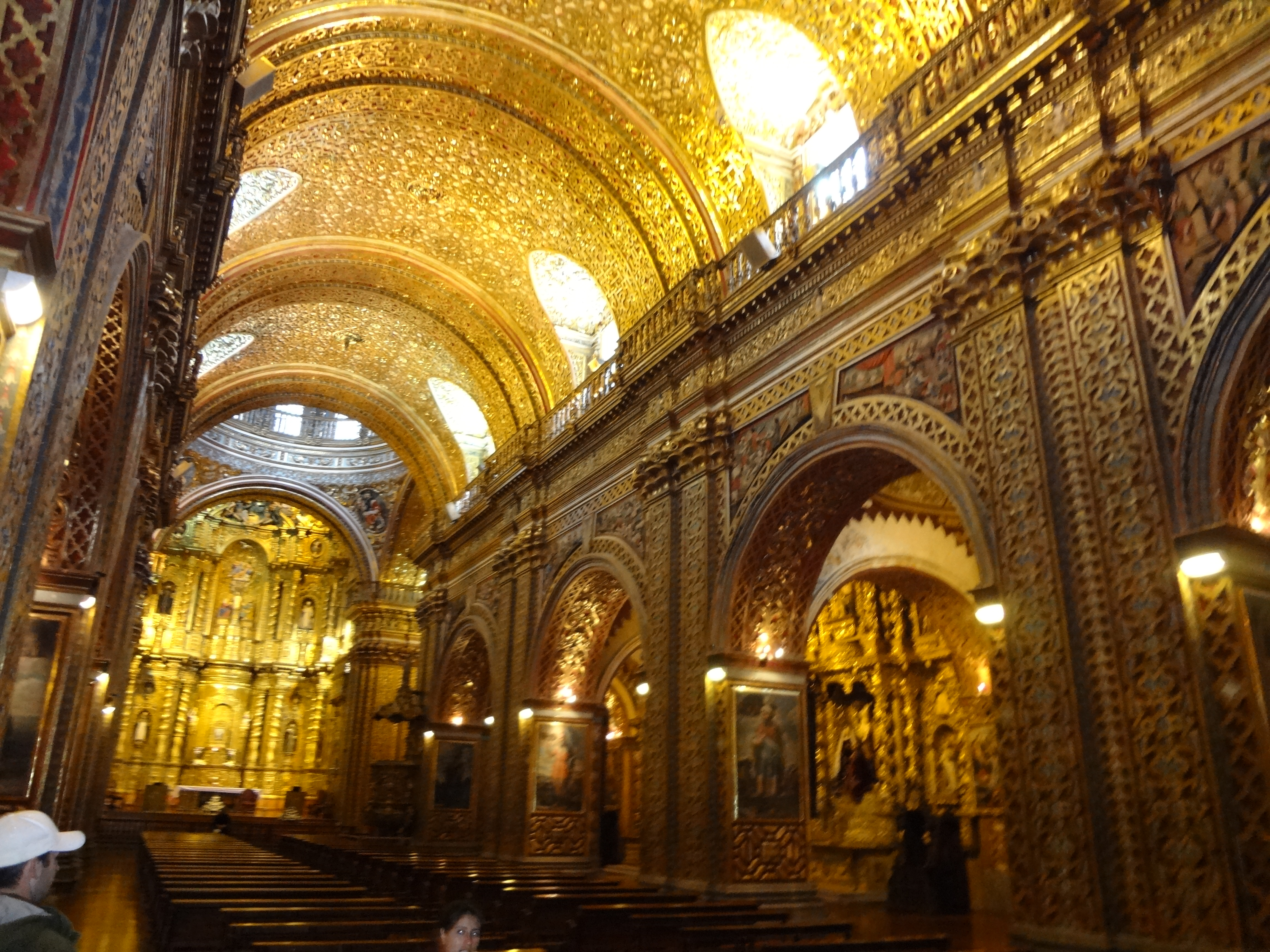
Iglesia de la Compañía (Quito), Barroco colonial.
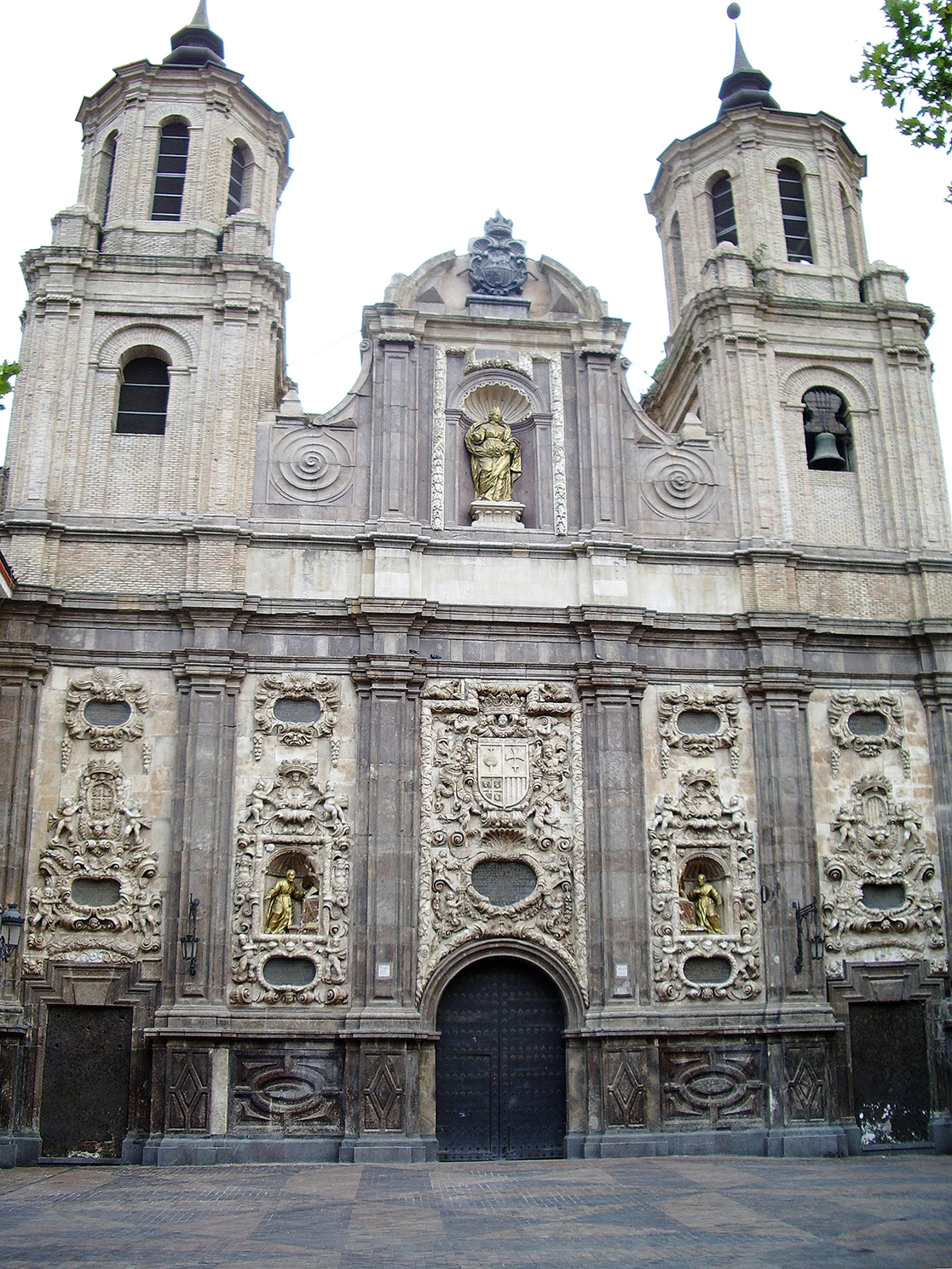
Iglesia de Santa Isabel de Portugal (Zaragoza), barroca.
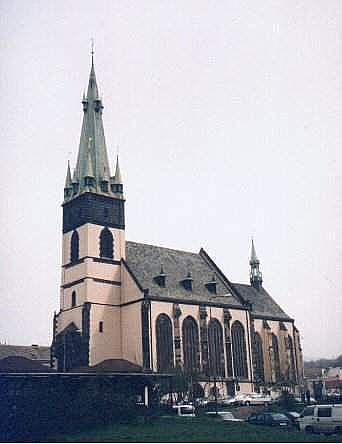
Iglesia de Ústí nad Labem (República Checa), gótica.
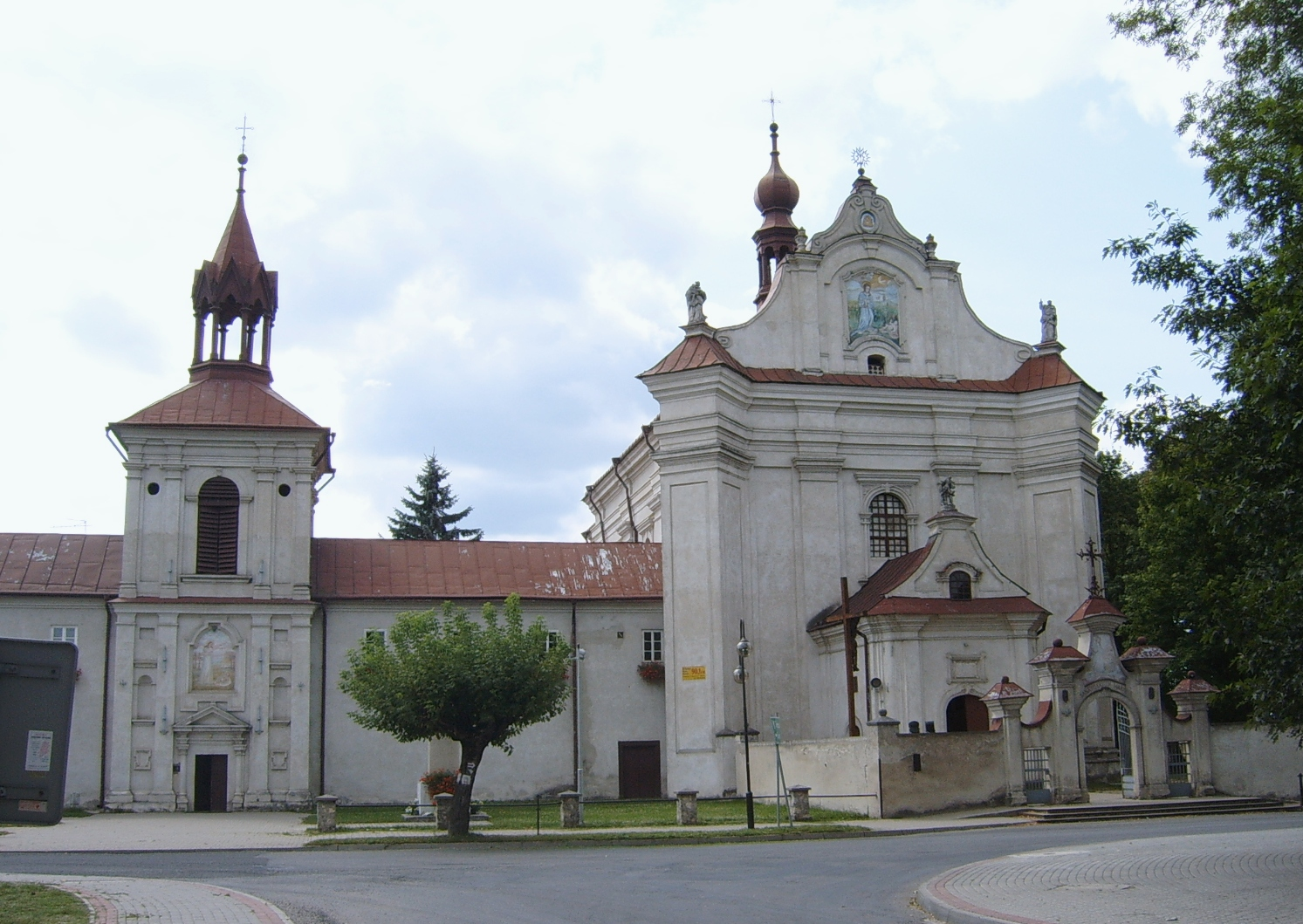
Iglesia de Santa María de Krasnobrod (Polonia), renacentista.
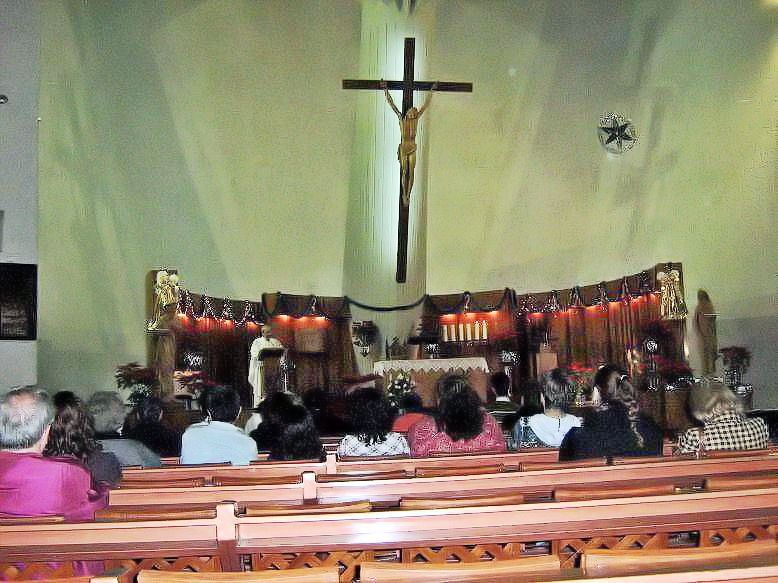
Iglesia de Santa Mónica en Colonia del Valle (México).
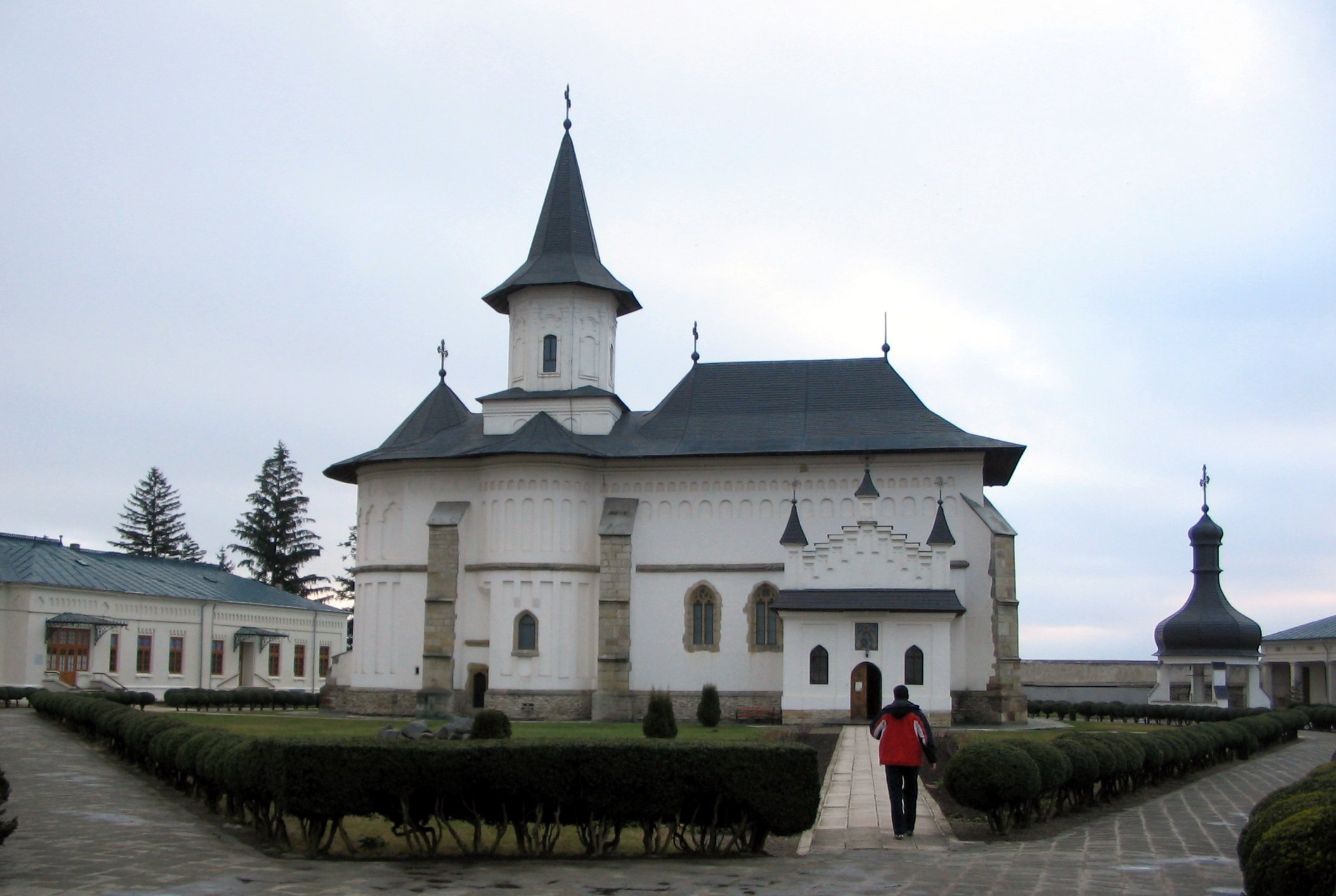
Catedral de Roman (Rumania).
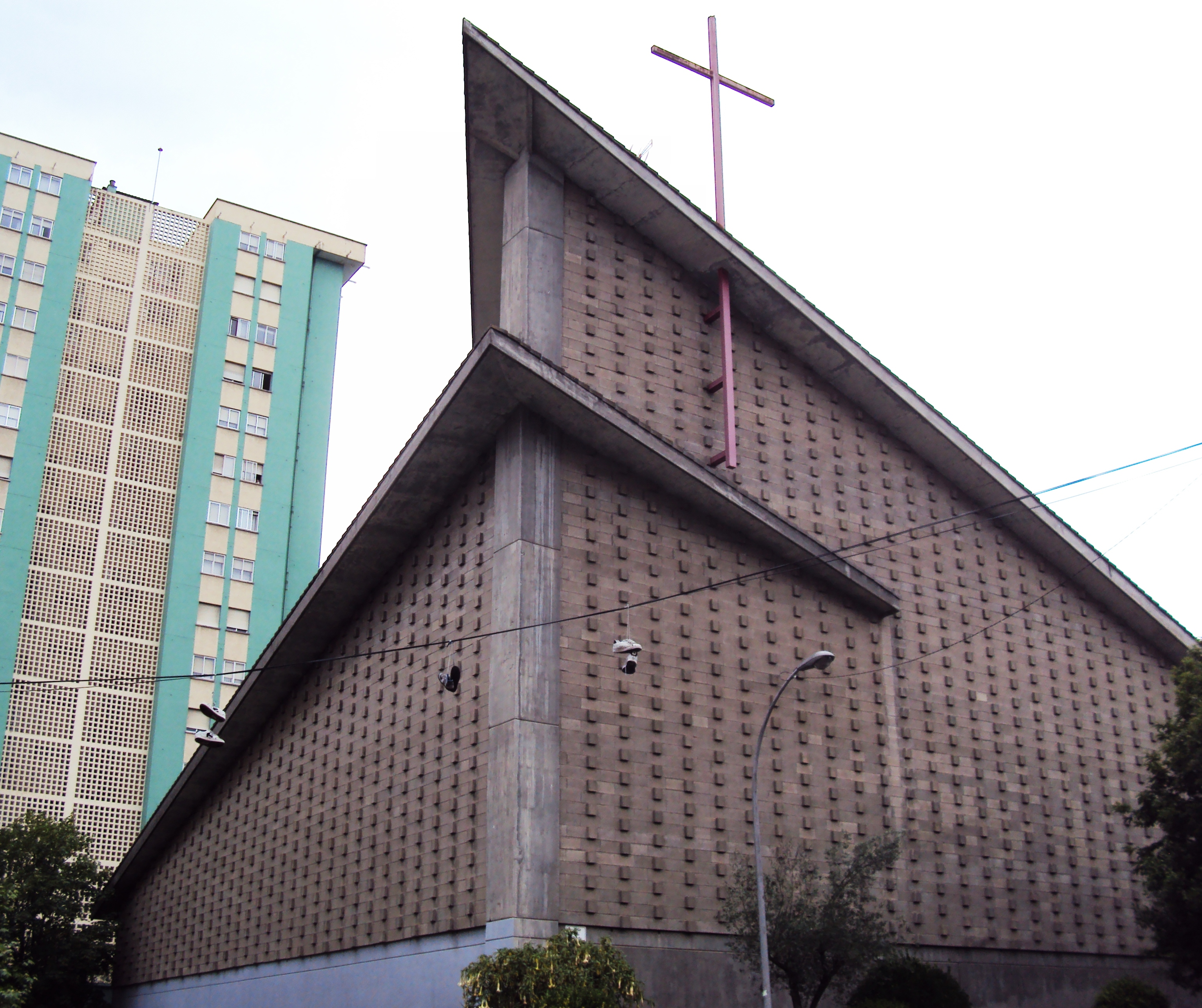
Iglesia del Cristo de la Victoria en Vigo (España).

El culto cristiano necesitaba en primer lugar que el templo diese cabida a todos los actos de la liturgia y asiento a todos sus fieles. Su centro había de ser el altar, objeto que en el culto pagano se hallaba fuera del templo de la estatua. Estos y otros requisitos, como la predicación, la lectura, la administración de los sacramentos, etc. exigían un edificio grande y cerrado, con una esmerada instalación interior, y una simple y austera apariencia exterior, que ya no sorprendía entonces, pues como hemos comprobado, la arquitectura [ romana ] se preocupaba más del espacio interior que de la envoltura de ese espacio.

El modelo de templo que mejor respondía a las exigencias de la iglesia triunfante era un edificio civil como la Basílica Ulpia, con sus cinco naves y sus dos cabeceras absidadas. Suprimida una de éstas para dar al edificio un centro focal en una cabecera única, se tenía mucho adelantado. Faltaba algo, más simbólico que funcional: la nave transversal y el arco de triunfo que ponían el edificio bajo el signo de la cruz, y así nació el crucero, novedad trascendental en la arquitectura cristiana. Las basílicas constantinianas de Roma, el Laterano y San Pedro, se mantuvieron incólumes hasta la Edad Moderna en que fueron derribadas para hacer sitio a otras más acordes con el gusto de los tiempos. Sólo Santa María la Mayor y Santa Sabina constituyen ecos tardíos de las primeras y magníficas iglesias de la ciudad de Roma. Parte de lo que hoy vemos en Santa María la Mayor es obra de Sixto III (432-440), mientras que Santa Sabina se remonta al decenio 400-410 en sus primeros tiempos.
La basílica cristiana, Antonio Blanco Freijeiro

El título más célebre, que aun hoy se conserva en los magníficos templos de roma es el de "basílica", cuyo origen fue, cuando los emperadores y reyes hacían iglesias de sus soberbios palacios, en que Dios nuestro Señor fuese venerado. Lo ordinario para este efecto era la  sala más capaz, donde daba la audiencia, y la más continua al palacio. En Roma fueron celebradas la Opimia, la de Paulo, la de la Concordia. No tienen estas salas distinto el nombre de todo el palacio y todo su edificio se llamó basílica, palabra griega que en latín es lo mismo que regia o "alua, casa o palacio real"; de aquí se derivó este nombre a templos, como dicen San Jerónimo, San Agustín y San Paulino.
Entre estas iglesias o templos se ha conservado hasta hoy el nombre de "basílicas", la de San Salvador, la de los Apóstoles San Pedro y San Pablo en Roma, llamadas "constantinianas", por haber sido Constantino el que dio la parte de su Palacio para ellas. Hoy se ven estos versos ene el arco toral de la Vaticana, dedicada a los Santos Apóstoles: Quod, duce te, mundus surrexit in astra triunphans, / Hanc Constantinus victor tibi condidit Aulam. Nota curioso la palabra "aula", que es lo mismo que "basílica"; y él mismo fue el primero que sacó y llevó a cuestas doce espuertas de tierra en honor de los doce apóstoles. El emperador Vespasiano, cuando quemó el Capitolio, dice Suetonio en su Vida, que llevó doce piedras grandes, cuando comenzó su fábrica para purificar el sitio.

A ejemplo de estas basílicas de Constantino dice San Atanasio, que convirtiéndose muchos de los judíos, oraban al metropolitano que consagrase sus sinagogas en honra del salvador del mundo; de aquí dimanó el haber tantas iglesias con el título de basílicas; refiérelo el santo en la Apologia ad Constantinum y lo trae Estanislao Hosio, cap. 90.

... los fieles, con la reciente memoria del sacerdocio de Aarón [el judaico], se abstuvieron en los principios de nuestra fe católica de nombrar sacerdotes a los ministros del altar, y en su lugar usaron de los títulos de obispos, presbíteros, padres; y porque los infieles entendiesen la diferencia de sus sacerdotes a los nuestros. Así mismo se abstuvieron de  nombrar las iglesias con nombre de templos; porque entonces estaban llenos de demonios y de sacrificios inmundos. Duró este recato doscientos años en lo primitivo de la Iglesia... todo es de Bullegner. lib. 3 cap. 2
Antonio Lobera

Plantas de iglesias
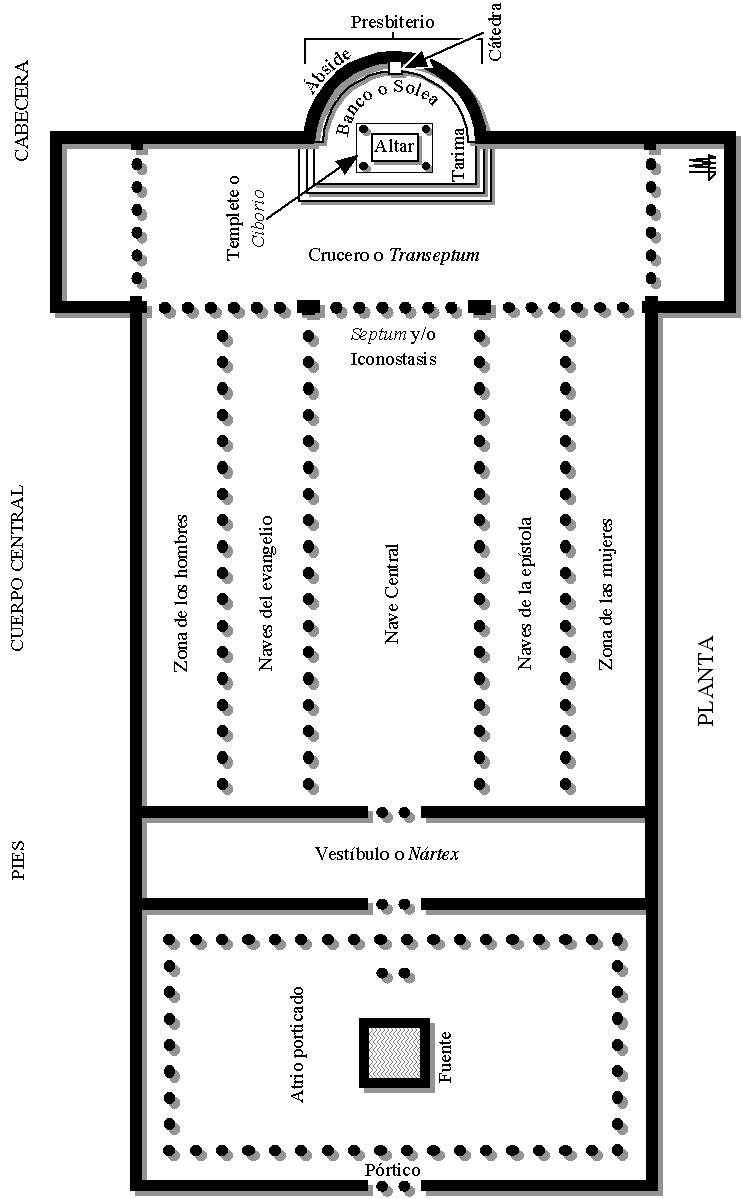
Primitiva basílica de San Pedro (planta basilical).
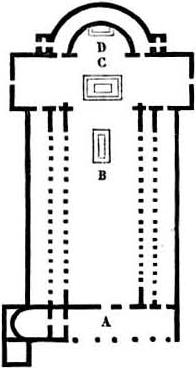
San Juan de Letrán, paleocristiana (planta basilical).
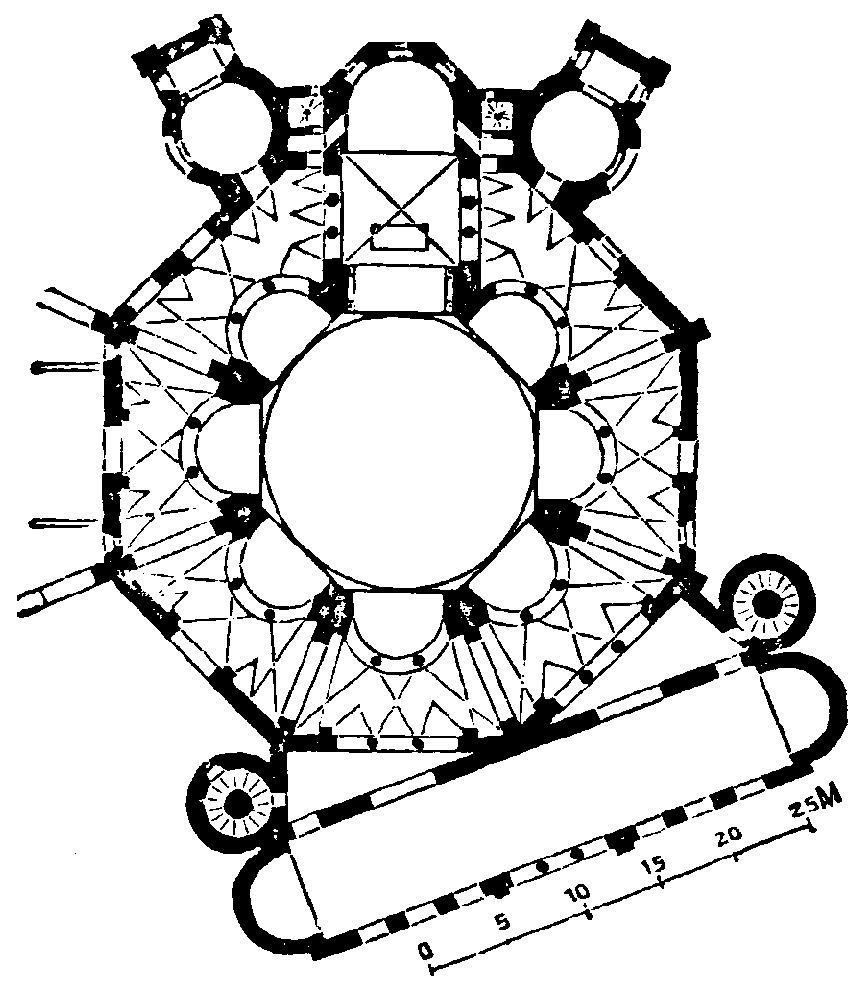
San Vital de Rávena, siglo VI, bizantina (planta centralizada).
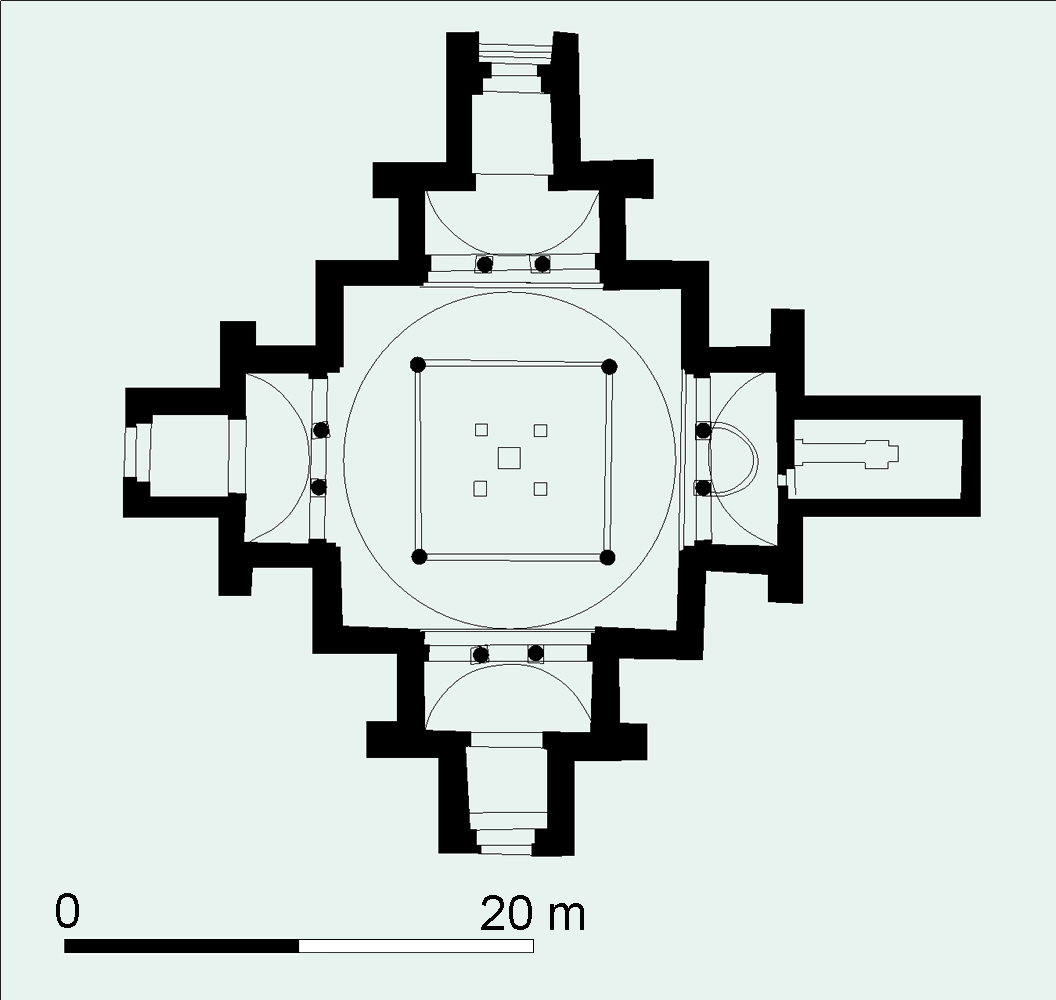
Iglesia de Dongola, Nubia, siglo IX, zona de contacto entre el arte copto y el arte etíope (planta de cruz griega).
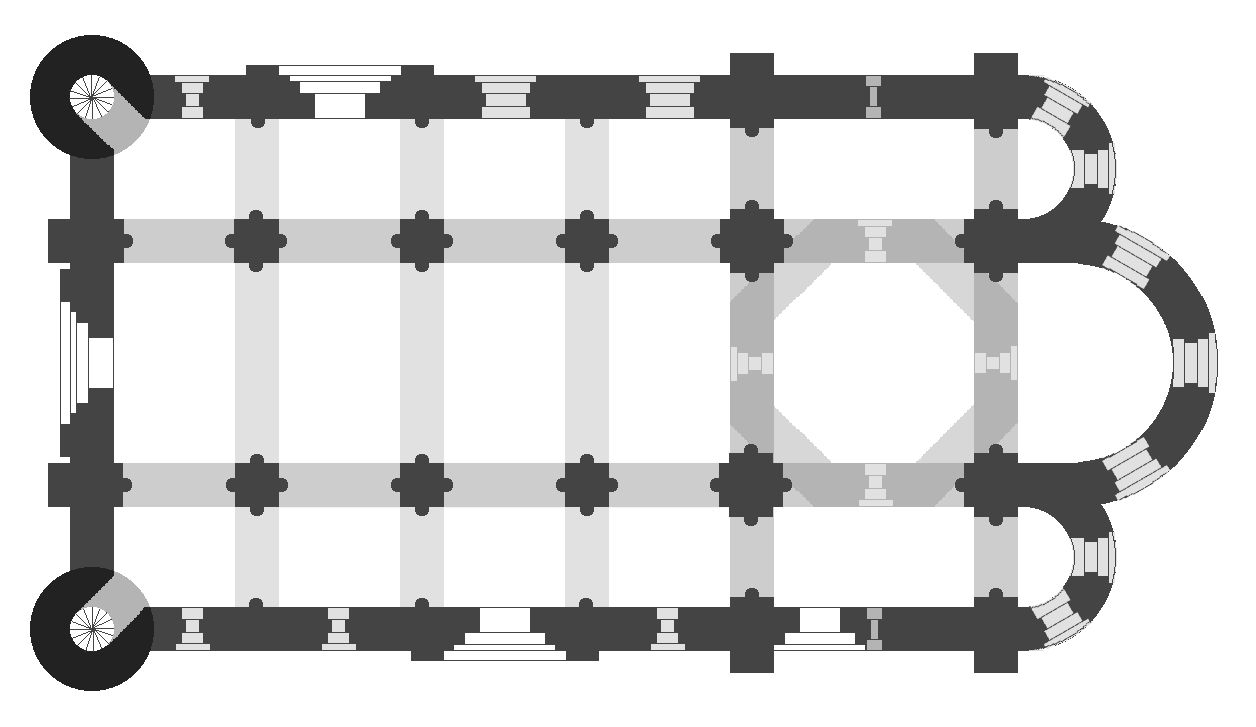
San Martín de Frómista, románica (planta basilical).

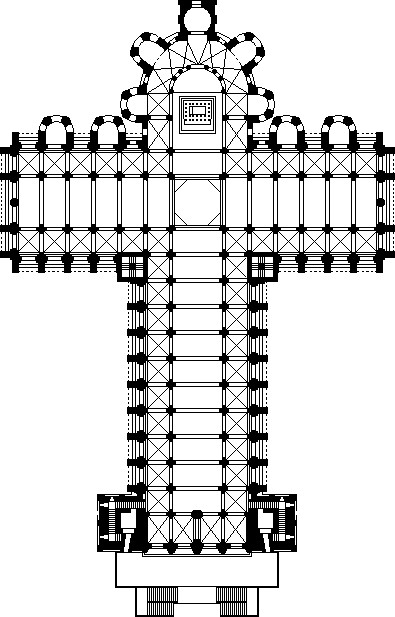
Catedral de Santiago de Compostela, románica (iglesia de peregrinación con planta de cruz latina).
Catedral de Reims, gótica.
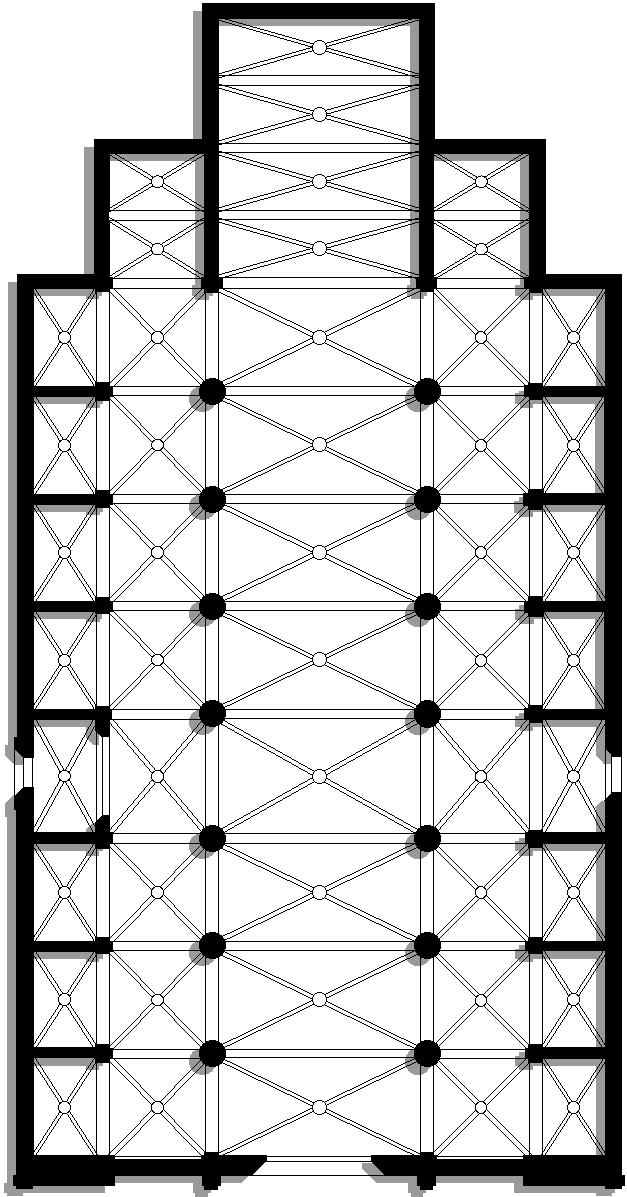
Catedral de Palma de Mallorca, gótica (planta de salón -el modelo alemán se denomina Hallenkirche-).
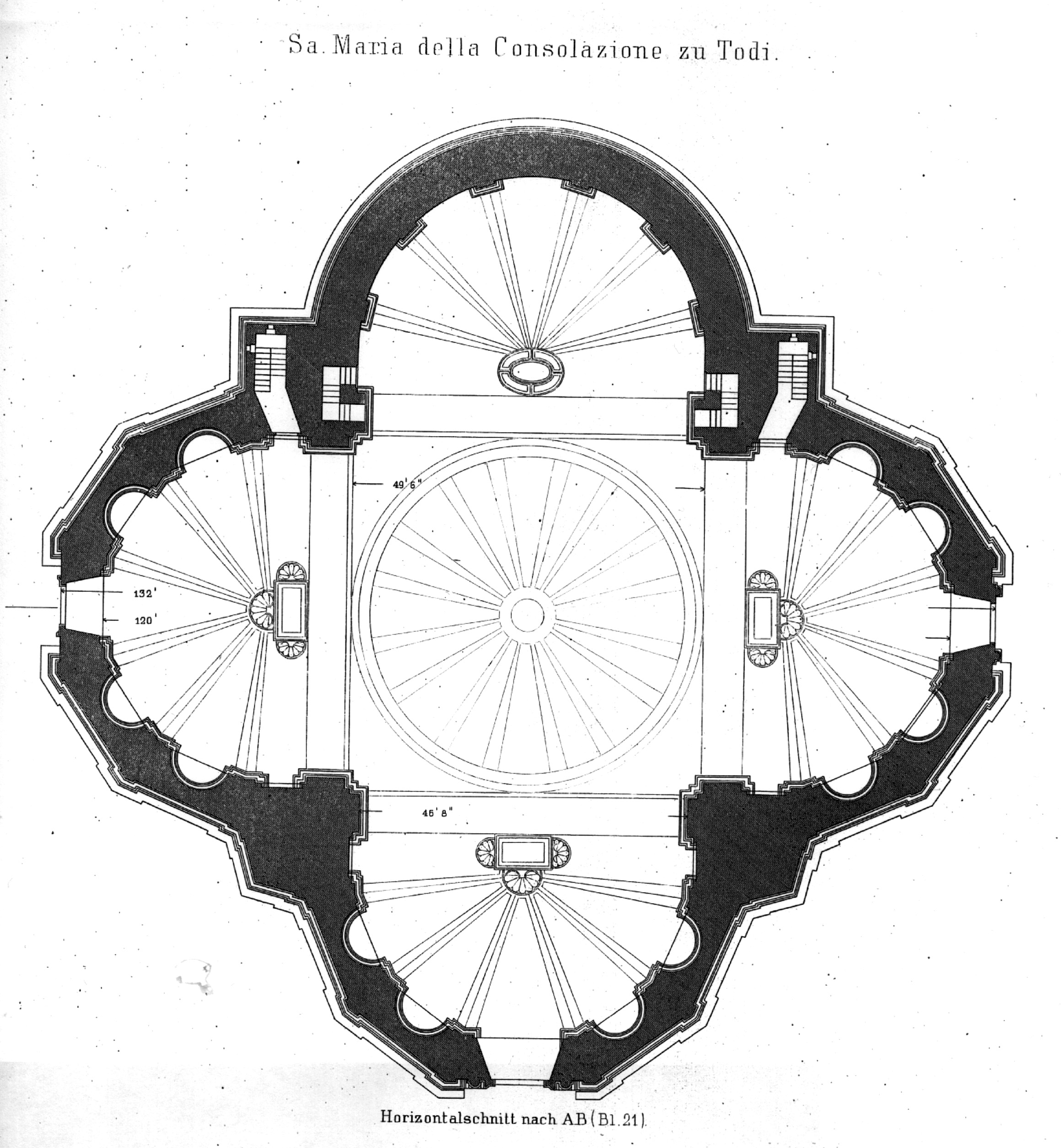
Santa Maria della Consolazione de Todi, renacentista (planta centralizada).
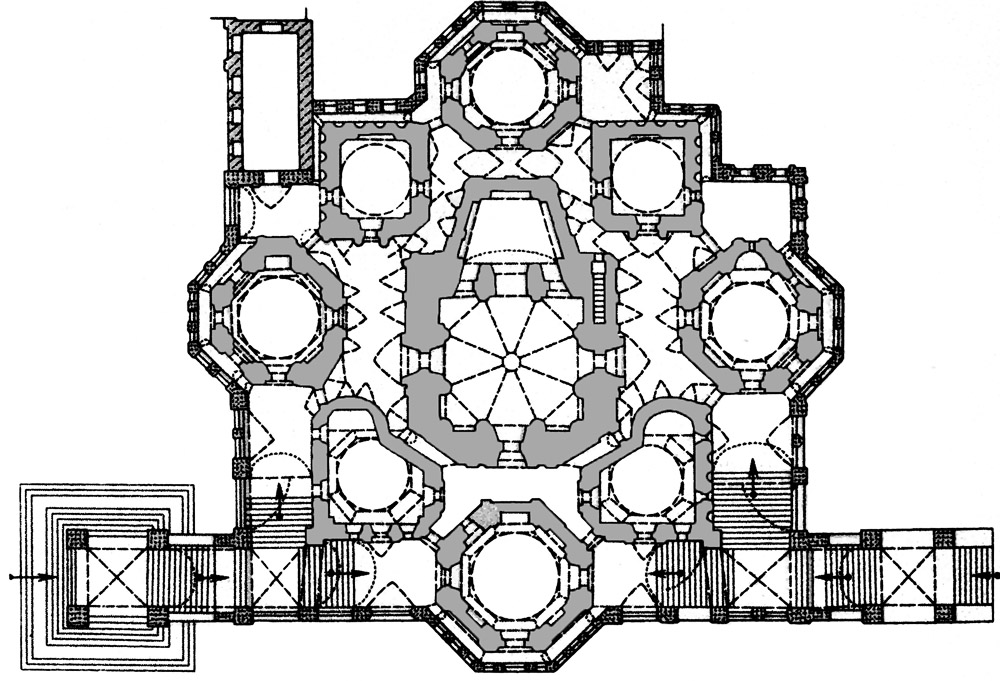
Catedral de San Basilio de Moscú, arquitectura rusa (planta de cruz griega).
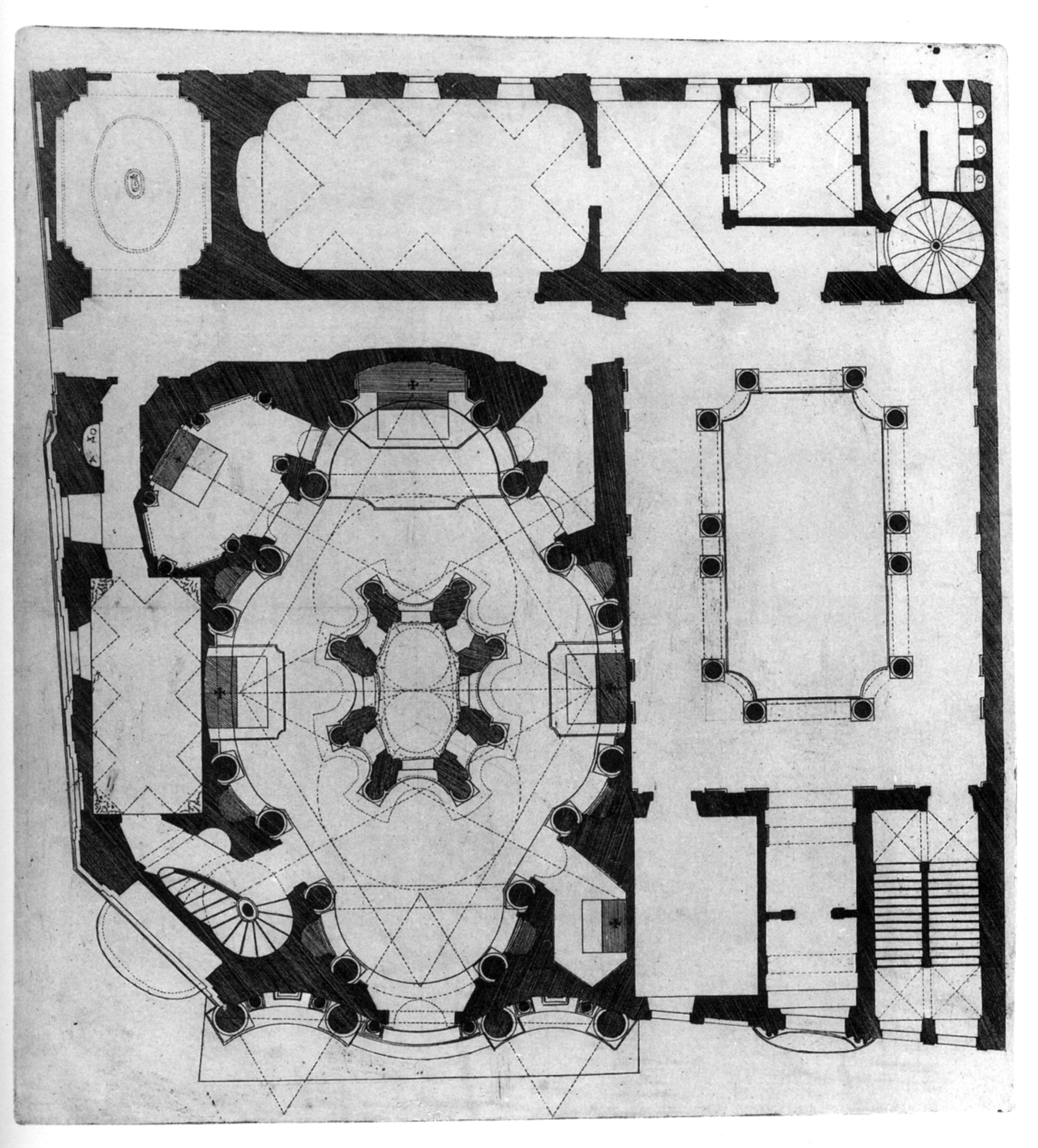
Iglesia de San Carlo alle Quattro Fontane, arquitectura barroca.

Cuando las prácticas del cristianismo salieron de las catacumbas para desarrollarse en el exterior y al crecer las primeras congregaciones que se reunían en casas, comenzaron a construirse las primeras iglesias. Aunque se sabe que antes del año 50 d. C. hubo misiones cristianas de Pablo de Tarso y Bernabé (por ejemplo a Antioquía, Chipre, Pafos, Panfilia) que pudieron dar origen las primeras iglesias cristianas, los datos fehacientes sobre construcción de templos cristianos se ubican en Bizancio, donde se trasladó Constantino y en la adaptación de las basílicas al culto cristiano. Los cristianos adoptaron el esquema general de las basílicas romanas para sus templos porque cumplían las condiciones específicas del culto mejor que los templos paganos, y además, no habían sido utilizadas para la adoración de los dioses paganos. Al hemiciclo donde se colocaba el tribunal se le llamó ábside por su forma. El sitio que ocupaban los empleados de la justicia fue dedicado a los chantres y se llamó coro. El altar se colocó frente al ábside y a los lados del mismo un púlpito para la epístola y otro para el evangelio. Se construyó un pórtico o atrio exterior que en las iglesias bizantinas tomó el nombre de nártex y luego se añadió una nave transversal que tomó el nombre de crucero. He aquí una síntesis de la modificación que sufrió la basílica al ser adoptada para iglesia.

Los hombres se colocaban a la derecha en las galerías y laterales y las mujeres en la izquierda. Las galerías superiores o tribunas fueron destinadas a las jóvenes vírgenes. Este es el génesis de la iglesia en forma de cruz latina como nació la cruz griega en Bizancio. De la fusión de estos dos estilos nace el latino-bizantino que toma el nombre de románico en España. Los orígenes de los edificios destinados a iglesia en España parten de la época visigótica en la cual se emplean los elementos de la ornamentación romana en la forma que venía de Oriente. Las mezquitas arrancadas a la dominación árabe fueron también adaptadas al culto y la iglesia empezó a formar en el siglo X un tipo en que tiene origen el románico, llamado también latino-bizantino.

La iglesia se construyó siguiendo o remedando la forma de basílica con el ábside dirigido al oriente. Por esta causa hallamos la puerta de la iglesia en su parte lateral orientada al mediodía, bien con un pórtico o sin él pero siempre formando la plazoleta donde el pueblo se reunía y aún se reúne en corrillos. Luego, se prescindió de esta comodidad y se hicieron las fachadas principales frente a la nave.

Lo que podríamos llamar invasión de la arquitectura gótica produjo una revolución en todas esas formas y las iglesias fueron tomando el tipo suntuoso y hermoso que vemos en todo este estilo arquitectónico. Los ventanales se fueron alargando y agrandando, sobre todo, en el norte dando a los templos un aspecto de mayor grandeza. Esto no obstante, algunos templos góticos como la catedral de Barcelona conservan en sus efectos de luz un carácter de sublime misticismo.

El Renacimiento produjo una nueva revolución. La influencia de Italia no llega a cambiar la forma de la planta en su esencia pero cambia el desarrollo de la construcción y, sobre todo, en su parte ornamental hasta llegar al barroco que invade en su época todas las formas de la arquitectura religiosa.
La Restauración implanta nuevamente el estilo severo del Renacimiento pero ya luego los artistas modernos reconocen la superioridad de los estilos de la Edad Media para encarnar el espíritu religioso y este estilo más o menos modernizado predomina en la construcción de todos los templos. La forma de cruz latina o griega queda siempre perenne y sólo en casos excepcionales se ve empleada la forma de rotonda como modificación de la cruz griega. En general, el edificio dedicado a iglesia tiende al predominio de la altura en contraposición de los templos paganos como para significar el espíritu elevado de su fundación.
«Historia», en Diccionario enciclopédico popular ilustrado Salvat (1906-1914)

### Estructura
En la tradición italiana, dos dependencias se construyen como edificios exentos, separados físicamente del templo: el baptisterio y el campanile. En otras zonas lo habitual es que la pila bautismal esté en alguna zona del interior de la iglesia, mientras que la torre o torres entre cuyas funciones puede estar la de campanario están adosadas; por ejemplo flanqueando la entrada principal, o ambos extremos de la iglesia, como es propio del arte otoniano), o se levantan como simples espadañas (muros sin estructura interna) o cimborrios (cilíndricos o poligonales, con vanos para la iluminación o remates aún más agudos -linternas, chapiteles, agujas-) sobre las propias naves o el crucero (el lugar donde se cruza el brazo mayor y el transepto en las iglesias de planta de cruz latina).

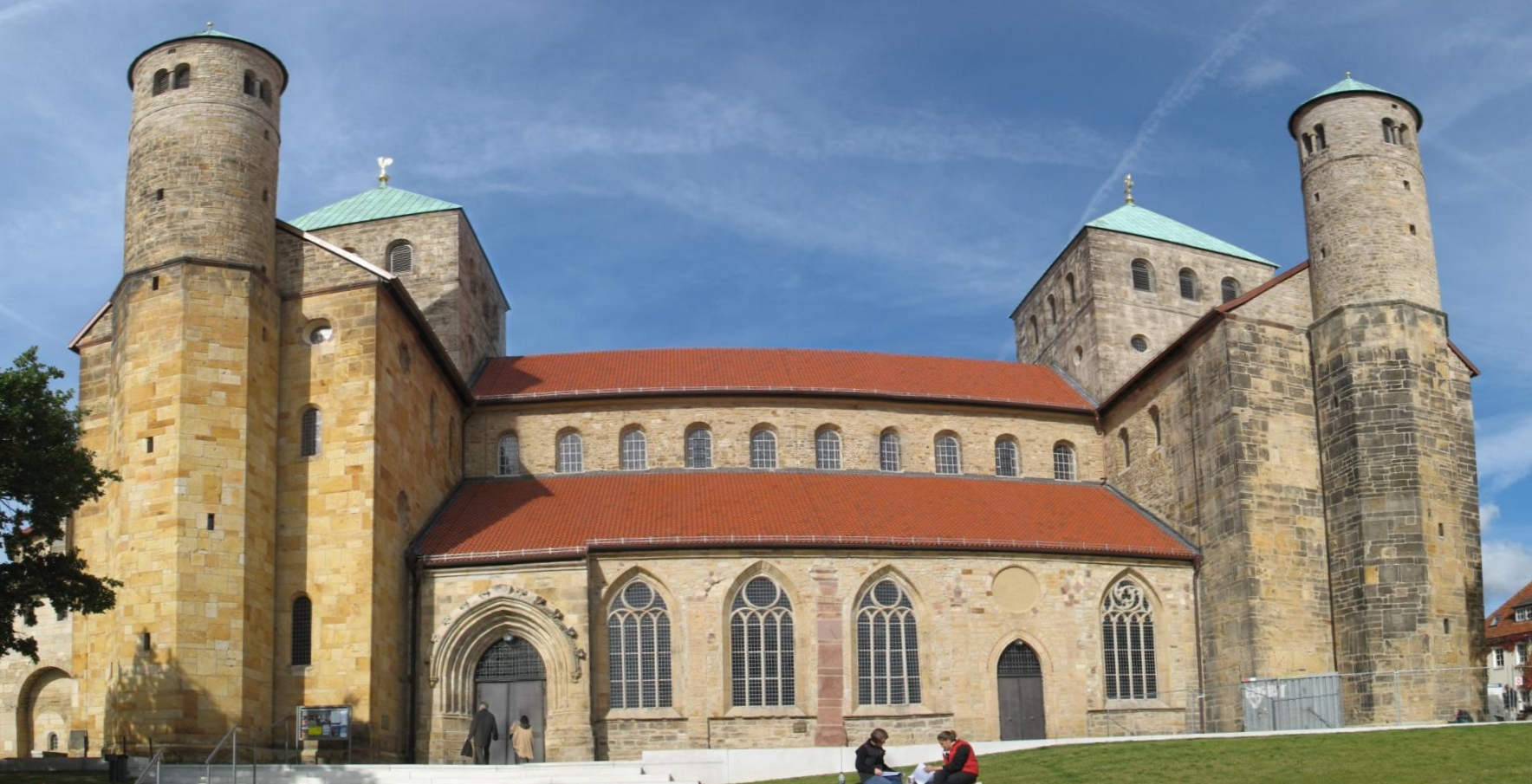
San Miguel de Hildesheim, arte otoniano.

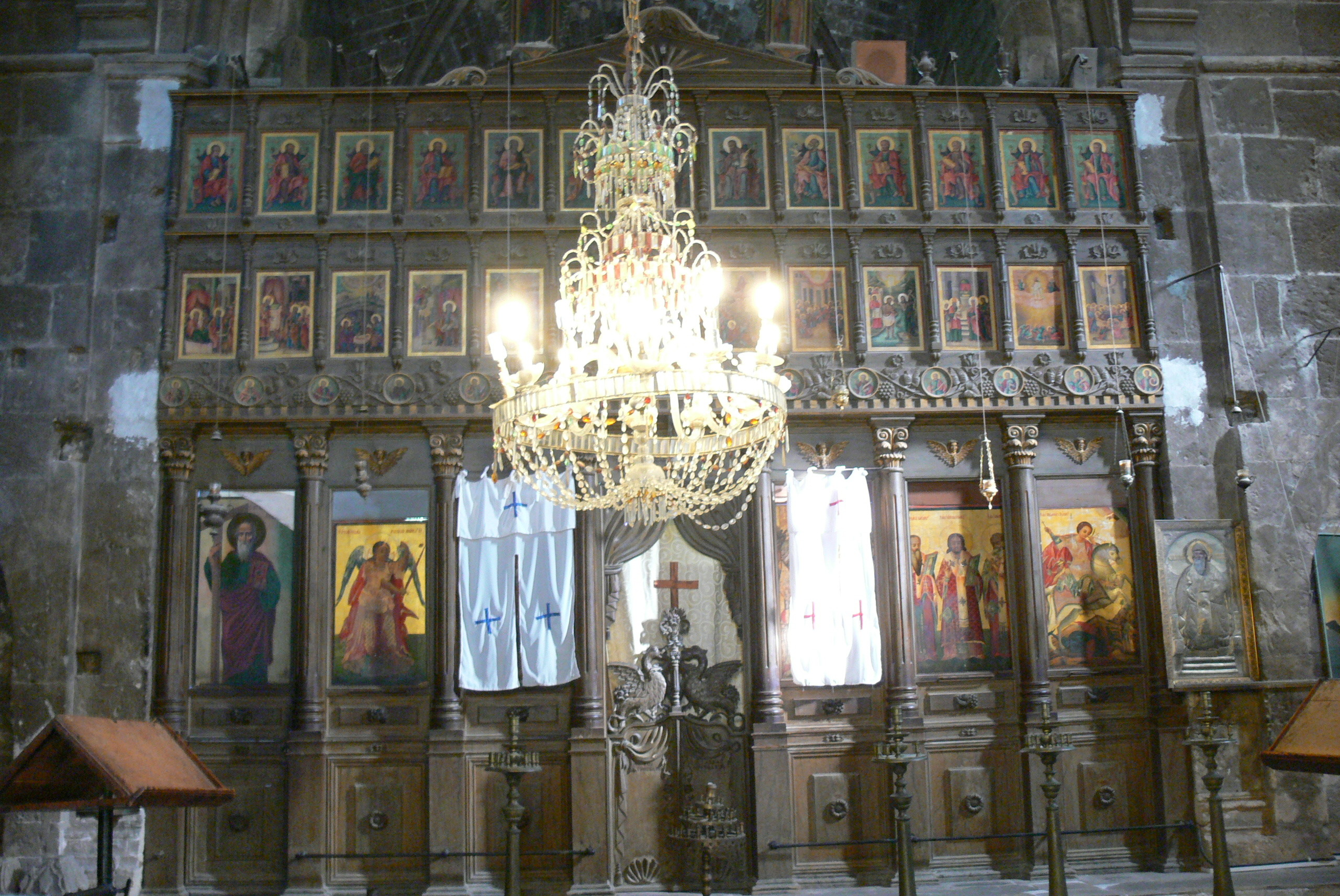
Iconostasio de la iglesia de Bellapais (Chipre).

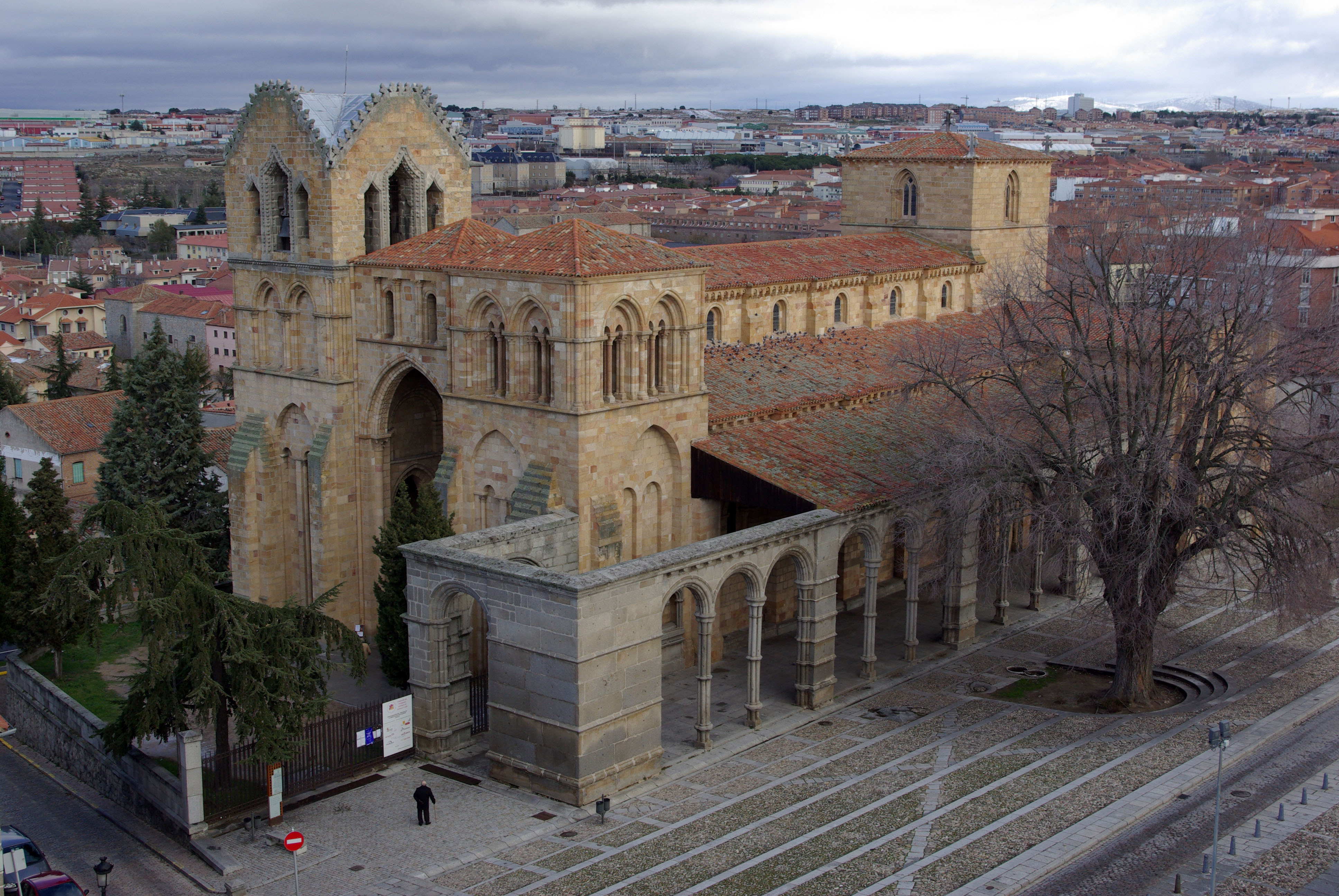
Basílica de San Vicente (Ávila), una de las iglesias juraderas de Castilla.

La estructura interna de las iglesias es diferente en el cristianismo oriental y el occidental.
Los rituales que realiza el presbítero ante el altar en la liturgia ortodoxa quedan fuera de la vista de los fieles, ocultados por el iconostasio.
En las iglesias occidentales, además de las dependencias anejas, separadas de la zona de culto (sacristía, claustro) también hay una demarcación, dentro de la propia iglesia, de una zona reservada a los sacerdotes (presbiterio, coro); pero el altar (que además de ser la mesa para la celebración de la misa marca el lugar donde se custodian las reliquias) se destaca como punto de atención al que deben dirigirse los fieles, y se le decora profusamente (antependium, baldaquino, retablo). La liturgia exige determinadas lecturas, para las que se reservan los dos lados del presbiterio, que dan nombre a los dos lados de toda la iglesia (lado de la Epístola y lado del Evangelio). Para la homilía y la predicación se utiliza el púlpito, que suele disponerse en un lugar de la nave central, adosado a uno de los pilares (a veces los pilares son objeto de particular atención, incluso por su propio número, que puede coincidir con el de los Evangelistas -4- o el de los Apóstoles -12-). En las llamadas iglesias de peregrinación (tipología desarrollada en torno al Camino de Santiago en la Plena Edad Media) se estableció una trayectoria en el interior de la iglesia (por las naves laterales y la girola o deambulatorio) para la circulación de las masas de peregrinos con las mínimas molestias posibles a los fieles y al oficiante (situados en el eje del altar mayor y la nave central).
El aligeramiento y articulación de los muros (permitidos por el desplazamiento de las fuerzas hacia los contrafuertes en la arquitectura gótica) proporcionó un amplio espacio para la construcción de capillas laterales, sostenidas habitualmente por cofradías, gremios o familias aristocráticas, y donde, además del culto en altares secundarios, se incluyen sepulcros que la emulación hizo cada vez más aparatosos hasta convertirse en verdaderos monumentos funerarios. Algunas dinastías de gobernantes se enterraron en los mismos lugares durante siglos (inicialmente se usaba para ese propósito un espacio anexo a las iglesias denominado galilea). La delimitación de un espacio exterior, anterior a la entrada en el "recinto sagrado", da lugar a distintas formas (atrio, pórtico, nartex) que en algunos casos tienen usos civiles, como los concejos abiertos o "anteiglesias" que se reunían bajo las estructuras asoportaladas de ciertas iglesias españolas (otras de ellas se empleaban como iglesias juraderas).
Al igual que para la cristianización del Imperio Romano se incorporaron sincréticamente a las iglesias elementos de los templos paganos de las civilizaciones mediterráneas, en la cristianización del Norte de Europa el hof (templo germánico precristiano, heathen hofs —"templos paganos"—, hörgr —construcción religiosa o altar—) se reconvirtió en iglesia, manteniendo en lo esencial las formas y materiales (stavkirke).

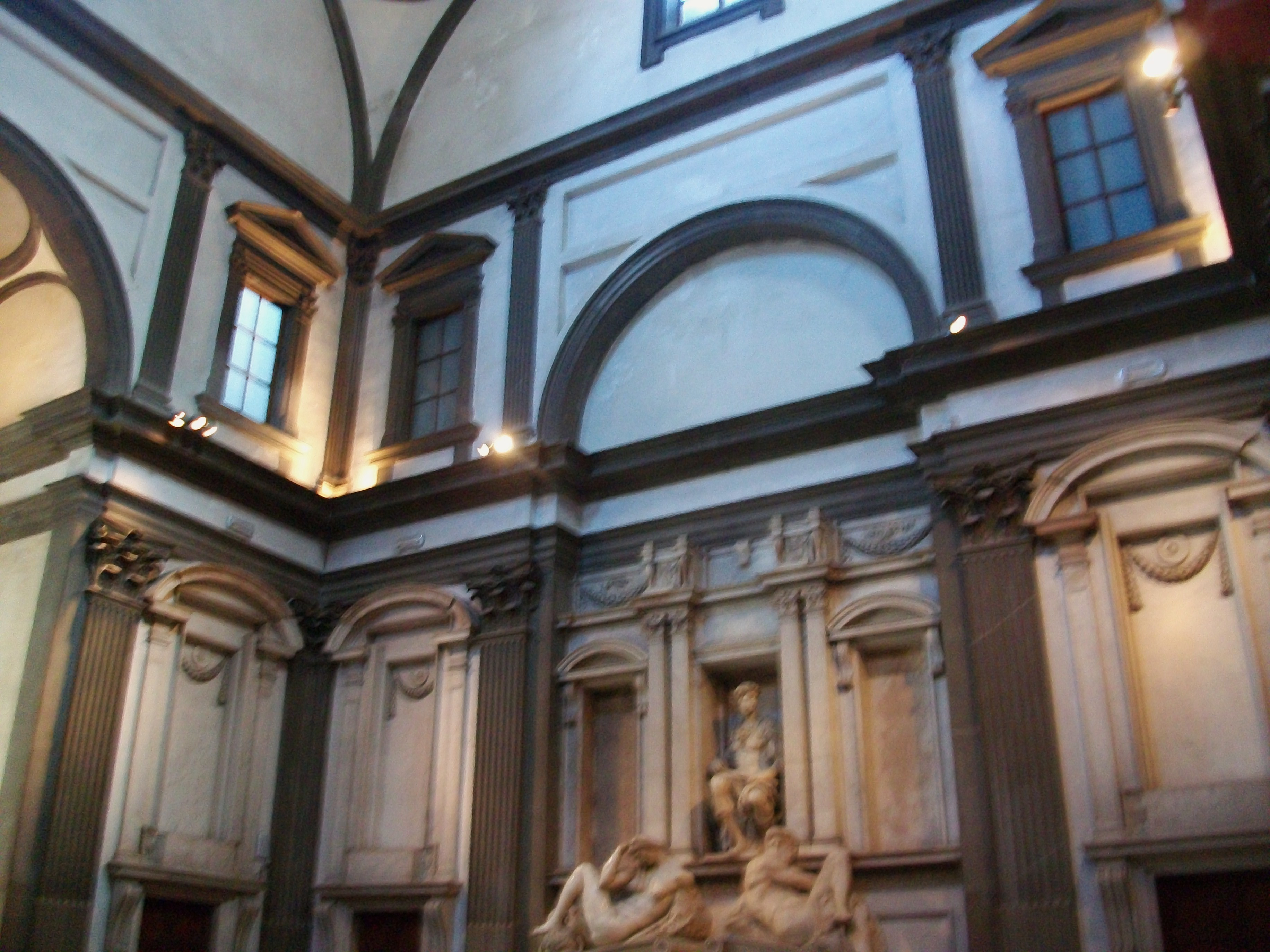
Sagrestia Nuova de la Capilla de los Médici en la Basílica de San Lorenzo (Florencia), diseñada por Miguel Ángel para contener los sepulcros de Lorenzo y Juliano de Médici.
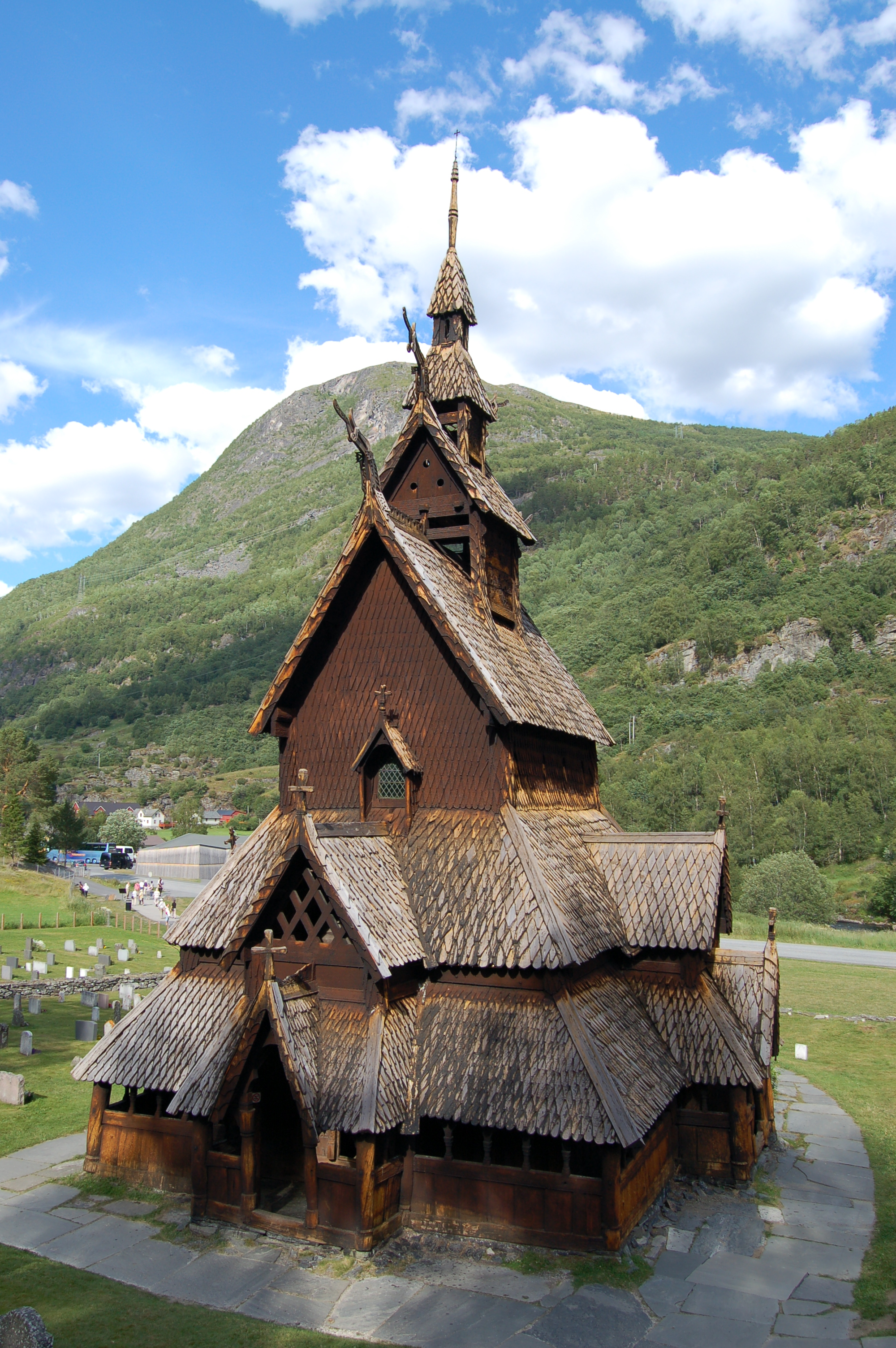
Stavkirke de Borgund (Noruega).
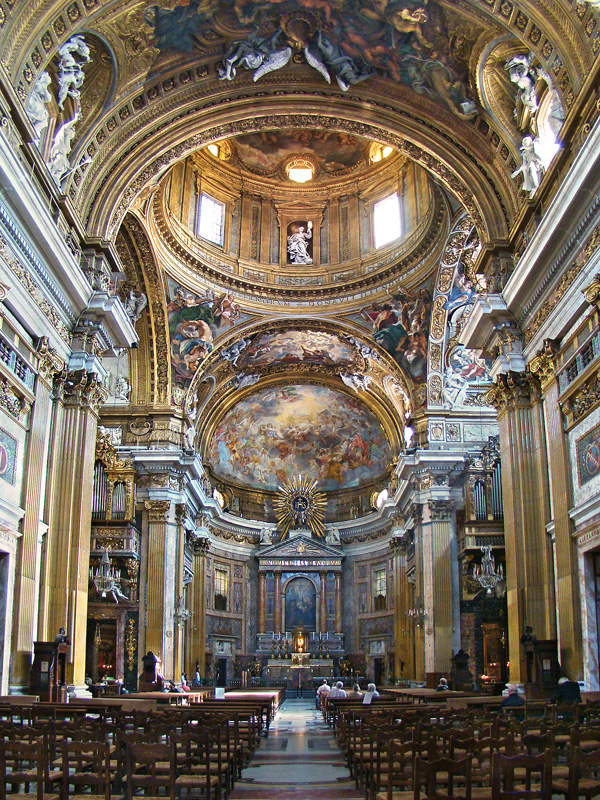
Il Gesú, la iglesia de la Compañía de Jesús en Roma, modelo de iglesia jesuítica de la Contrarreforma.

A partir del siglo XVI, la Reforma protestante simplificó radicalmente la estructura de las iglesias, con la reacción correspondiente en la Contrarreforma católica.

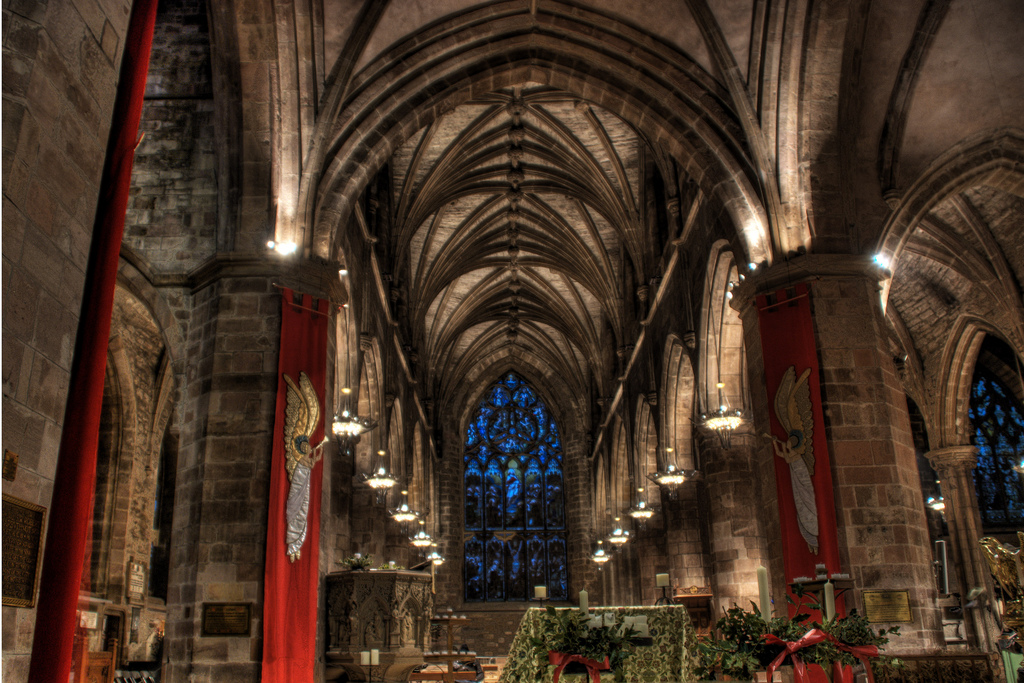
Catedral de Saint Giles, Edimburgo.
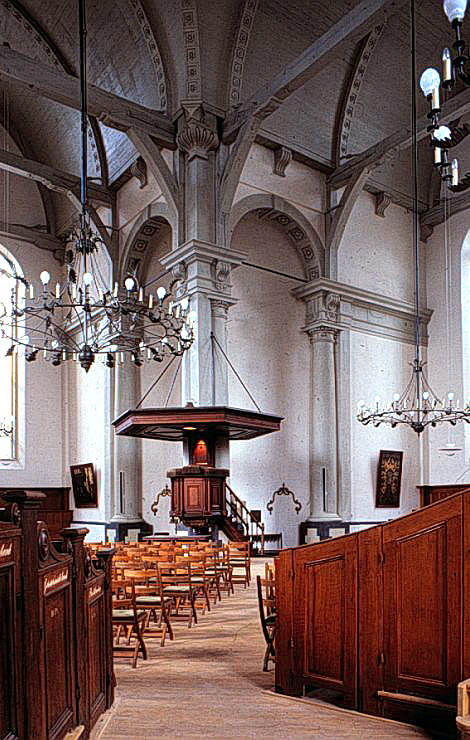
Noorderkerk en Ámsterdam.
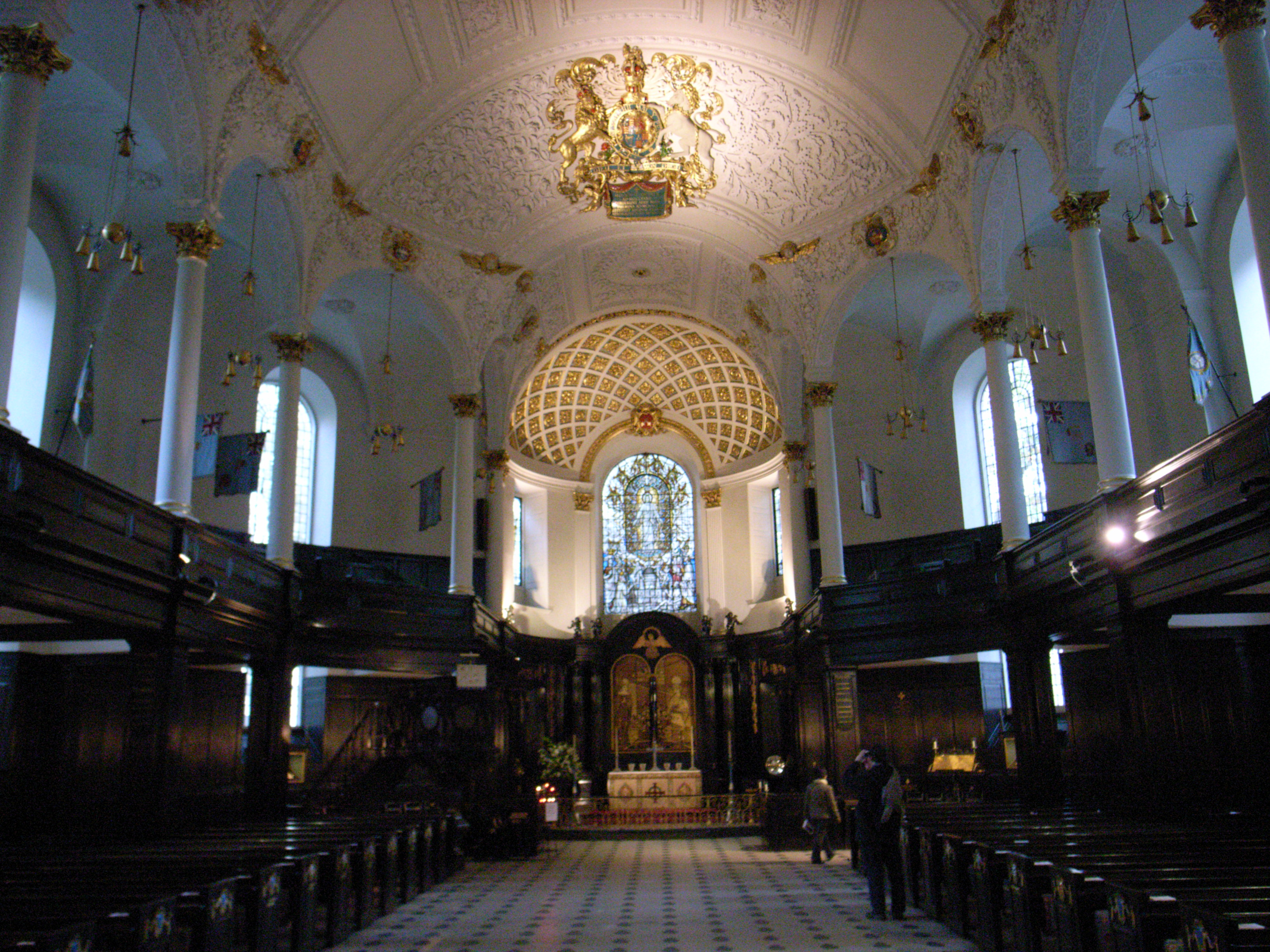
Iglesia de St. Clement Danes en Londres, con un relieve de las armas reales del Reino Unido, que representan el monarca británico como jefe de la Iglesia de Inglaterra.

Con la arquitectura neoclásica, la arquitectura historicista y la arquitectura ecléctica, la construcción de iglesias reprodujo modelos de diversas procedencias o los mezcló. Desde comienzos del siglo XX se desarrolló en el norte de Europa el Movimiento Litúrgico, cuya vertiente arquitectónica fue La construcción cristocéntrica de iglesias (Johannes van Acken, 1922). La libertad formal y las innovaciones estructurales del arte de la Edad Contemporánea se aplicaron a las iglesias católicas especialmente a partir del Concilio Vaticano II.

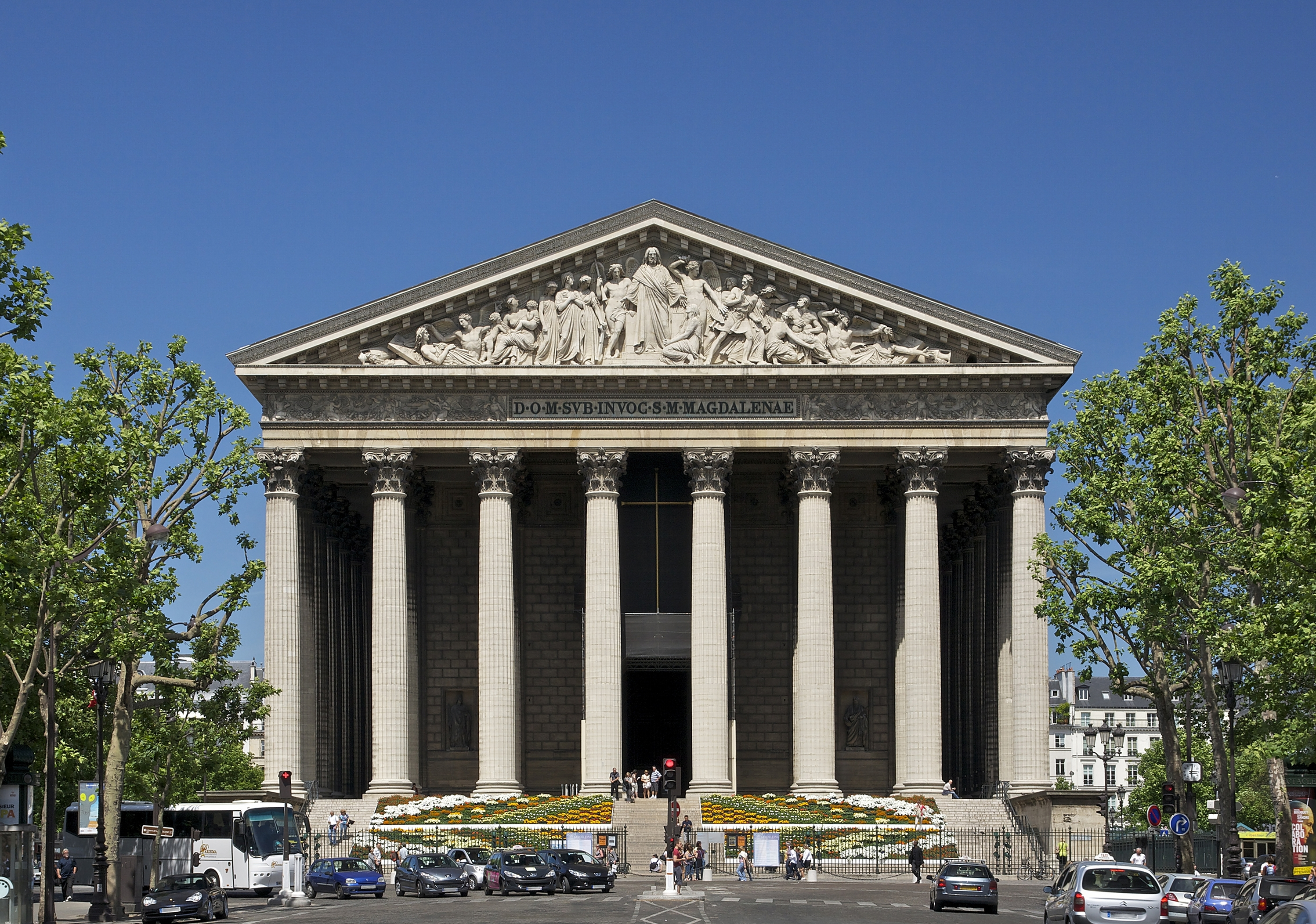
Iglesia de la Magdalena, París, neoclásica.
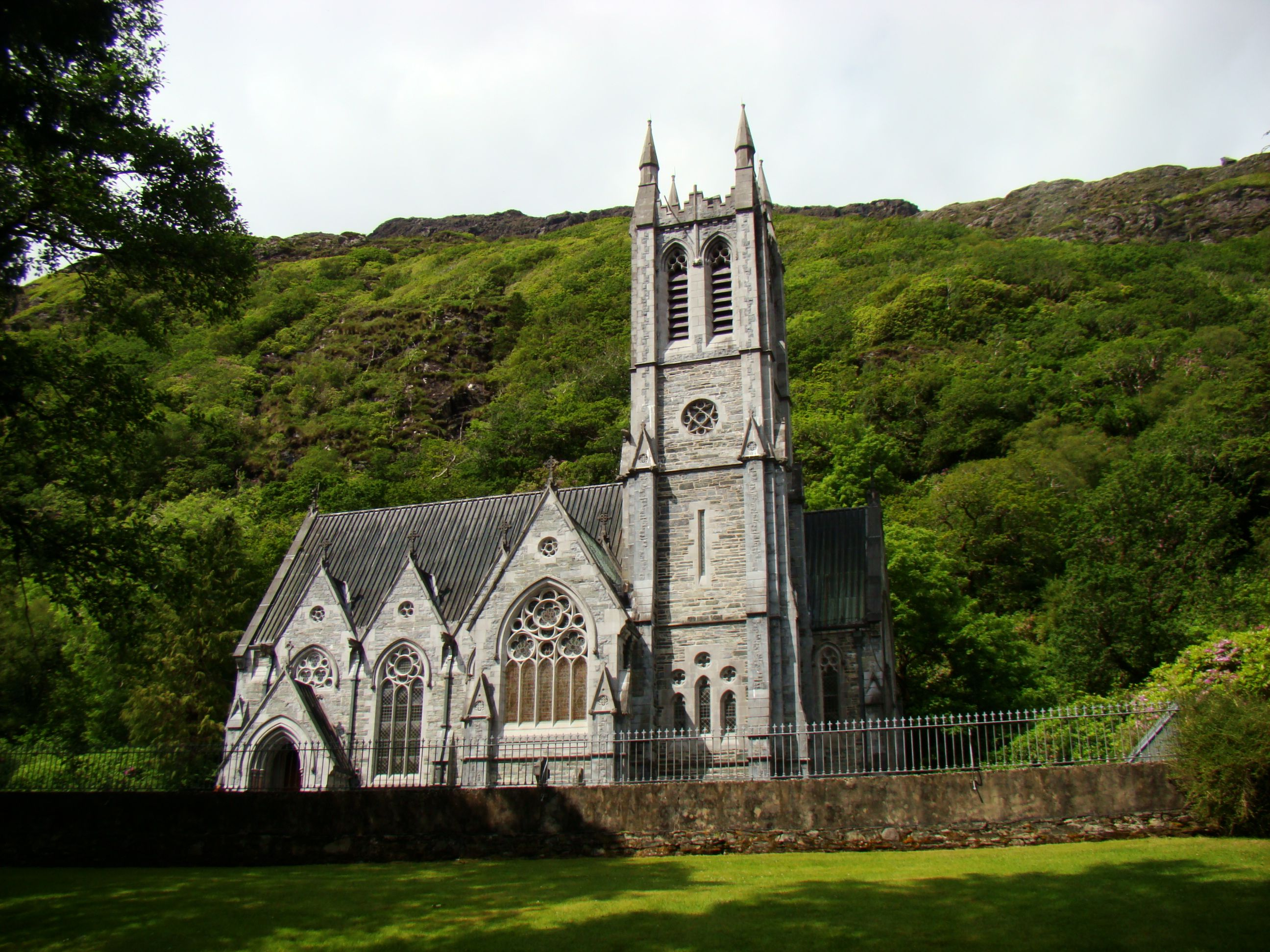
Abadía de Kylemore, neogótica.
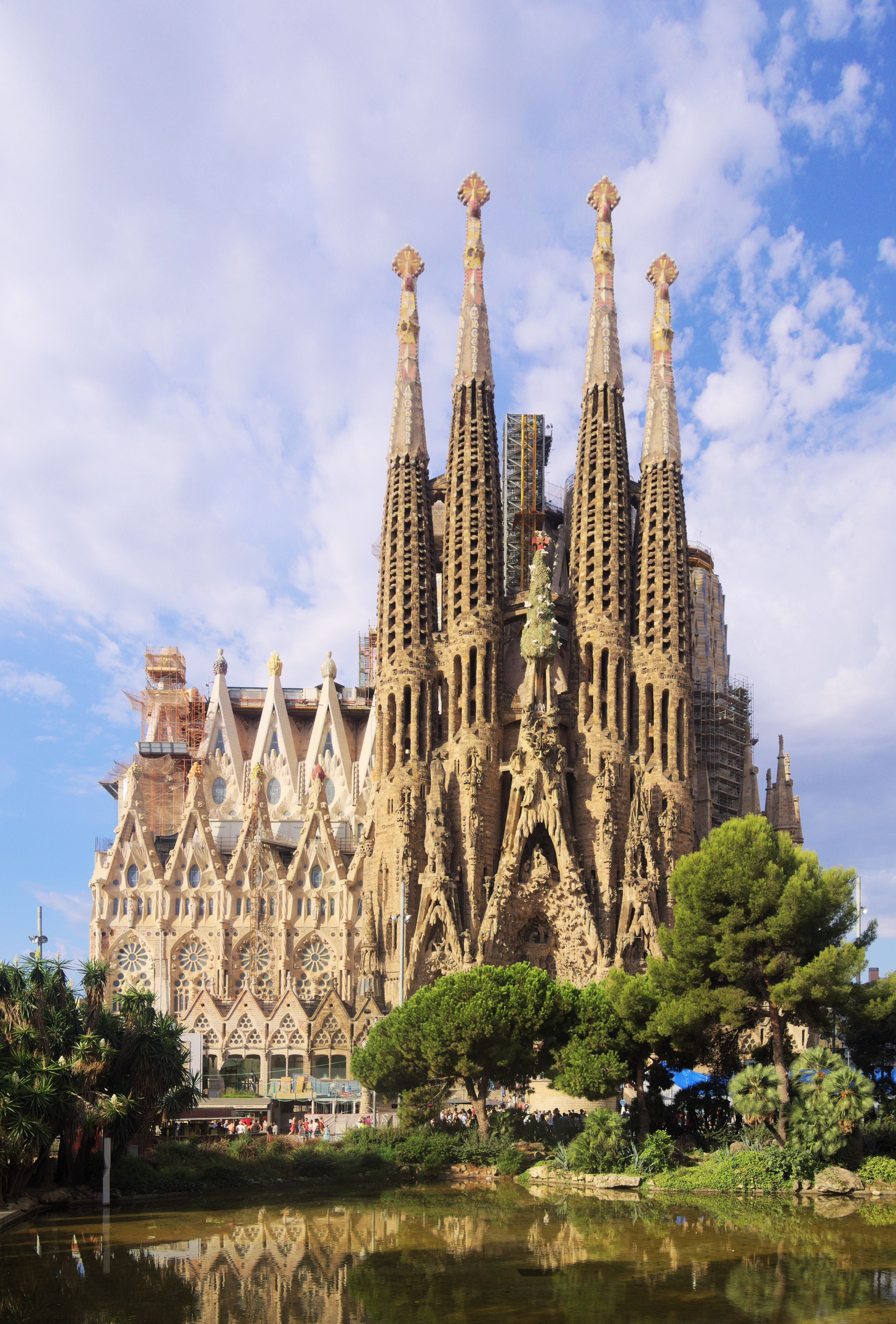
Sagrada Familia de Barcelona, de Antonio Gaudí.
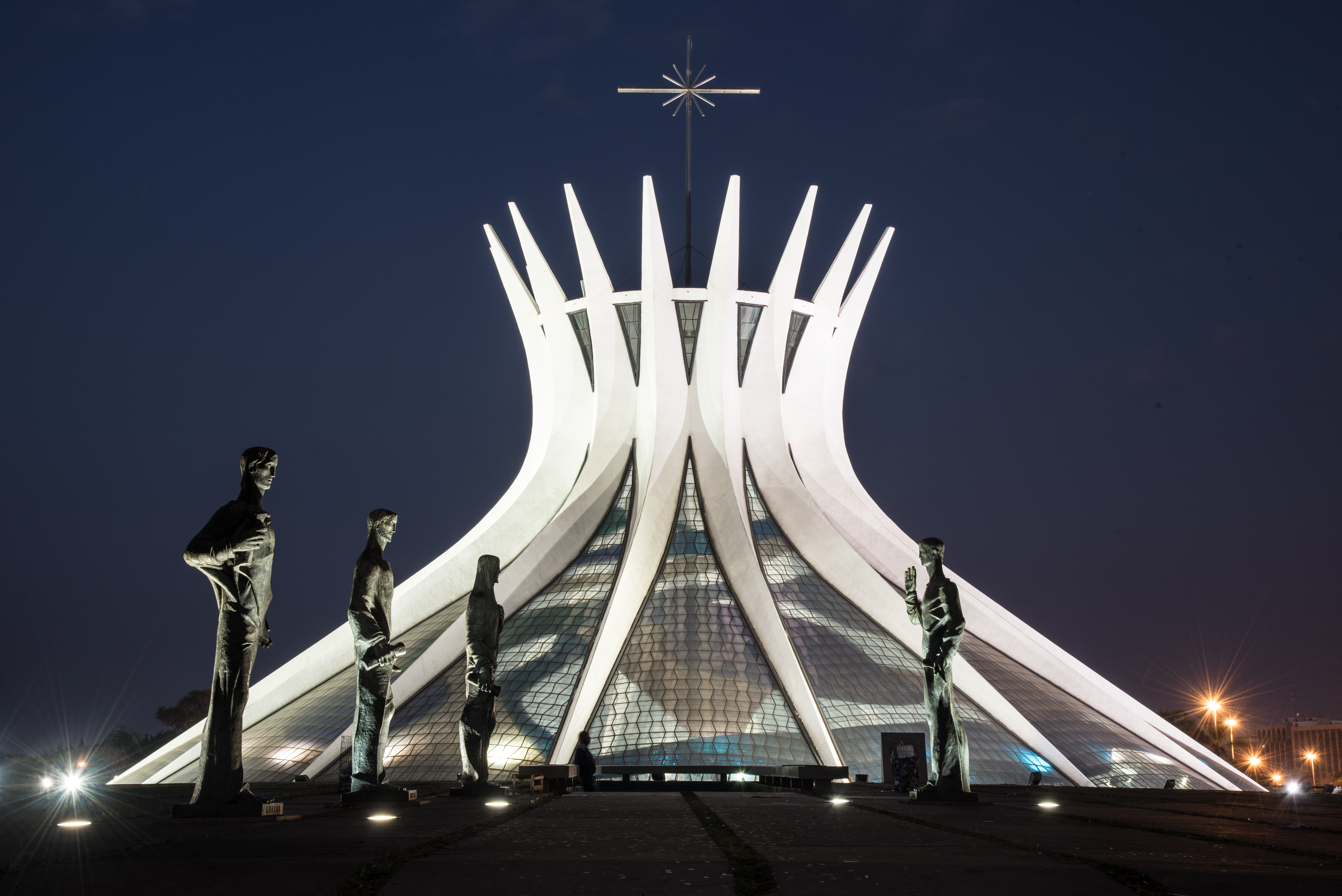
Catedral de Brasilia, de Oscar Niemeyer.

### Cubiertas
Las basílicas paleocristianas eran adinteladas, con cubierta de madera, y así siguieron siendo comúnmente en el Prerrománico. A partir del Románico fue haciéndose común abovedar las naves en piedra, primero con simples bóvedas de cañón o de arista, llegando a extremos de sofisticación en el Gótico (bóvedas de crucería, de tercelete, y tracerías complejas).

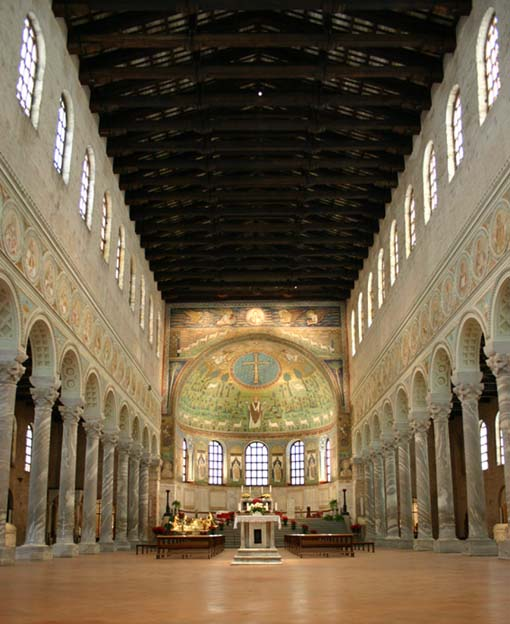
Nave central con cubierta de armaduras de madera, ábside con exedra y galerías de arcos de las naves laterales. San Apolinar in Classe (Rávena)
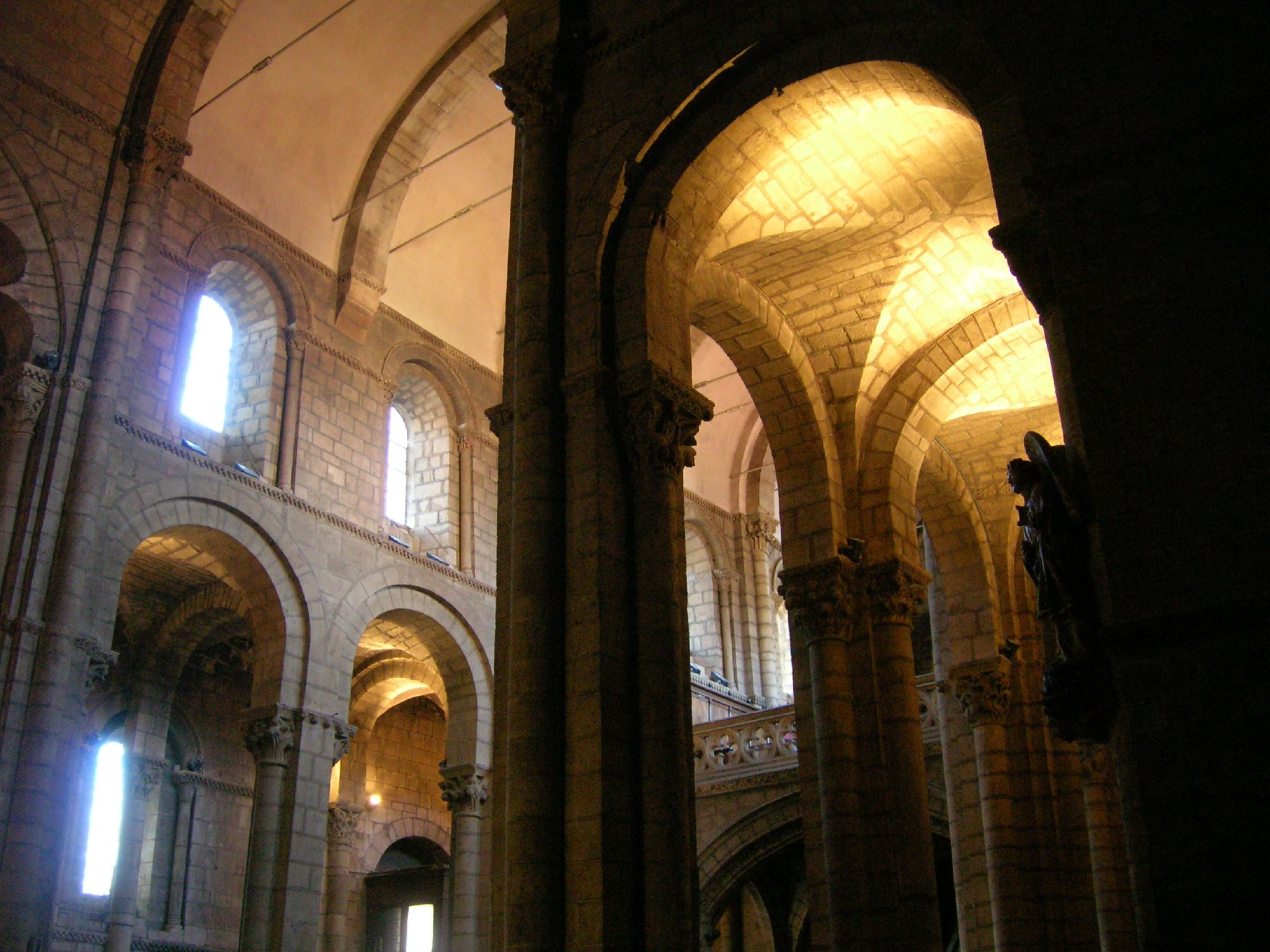
Nave lateral (con bóvedas de arista) y nave central (bóveda de cañón) de San Isidoro de León
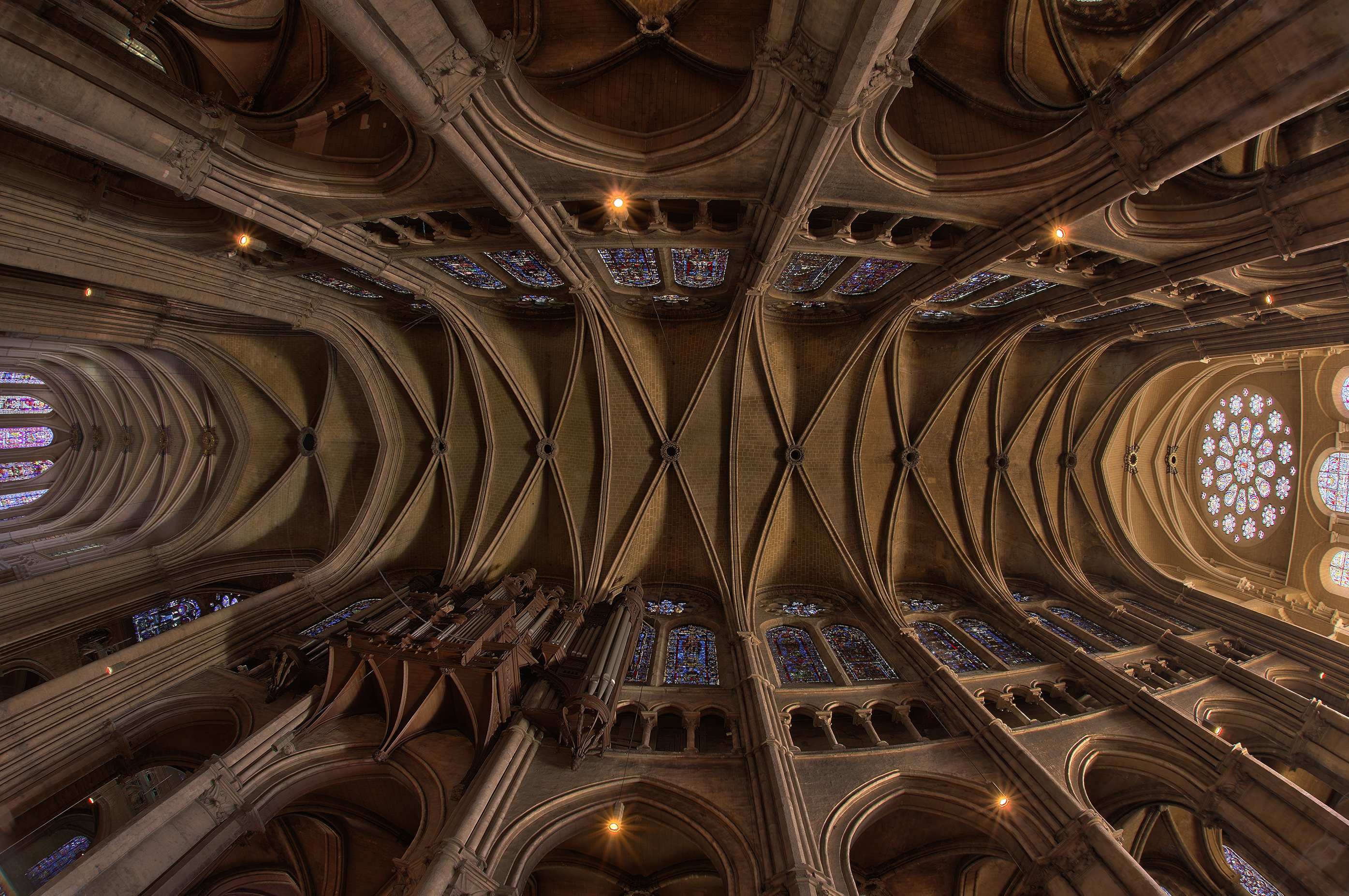
Bóvedas de crucería de la catedral de Chartres
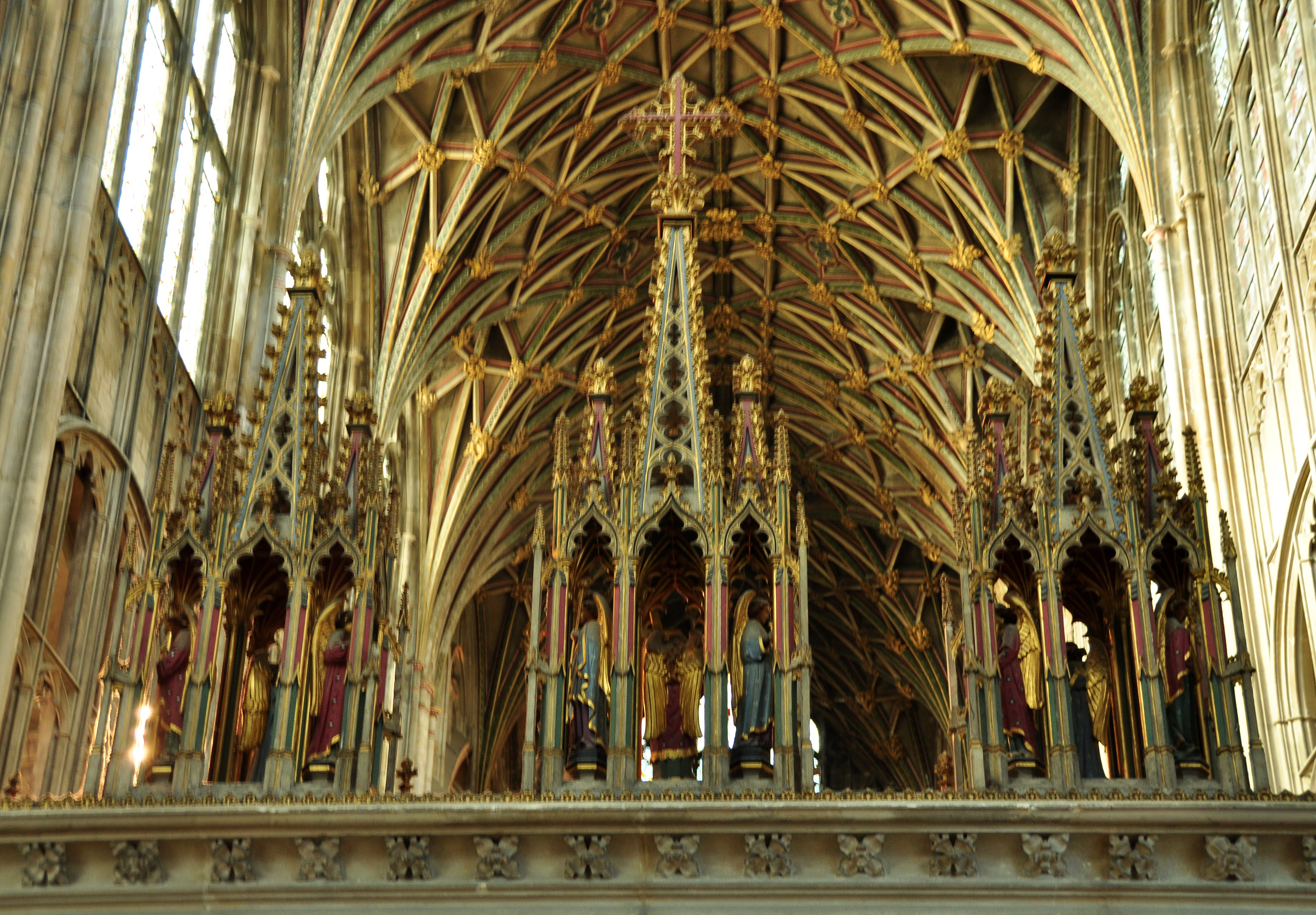
Bóvedas de tracería compleja de la catedral de Gloucester

La cúpula fue una cubierta utilizada excepcionalmente en los templos romanos, pero el Panteón (de 43 m de diámetro) quedó como modelo ideal que Justiniano pretendió superar en Santa Sofía de Constantinopla. El uso de cúpulas siguió siendo una característica de la arquitectura bizantina y de su expansión por el Este de Europa (arquitectura rusa). Con anterioridad, la exedra (una media cúpula) sí venía siendo utilizada extensamente para cubrir espacios semicirculares (los ábsides de las cabeceras, donde se sitúa el altar mayor). Algunas escuelas locales románicas se caracterizaron por el uso de cúpulas (Aquitania, Perigord, cúpulas o cimborrios del Duero). La arquitectura del Renacimiento utilizó de forma preferente la cúpula, a partir de la innovadora cúpula de Brunelleschi para la Catedral de Florencia. Tras la experimentación de Bramante en el tempietto de San Pietro in Montorio, el modelo quedó fijado por Miguel Ángel en la cúpula de San Pedro de Roma. En el siglo siguiente, como emulación, se levantó la de San Pablo de Londres. Cien años después se hizo lo propio en Madrid, con San Francisco el Grande.

Cúpulas
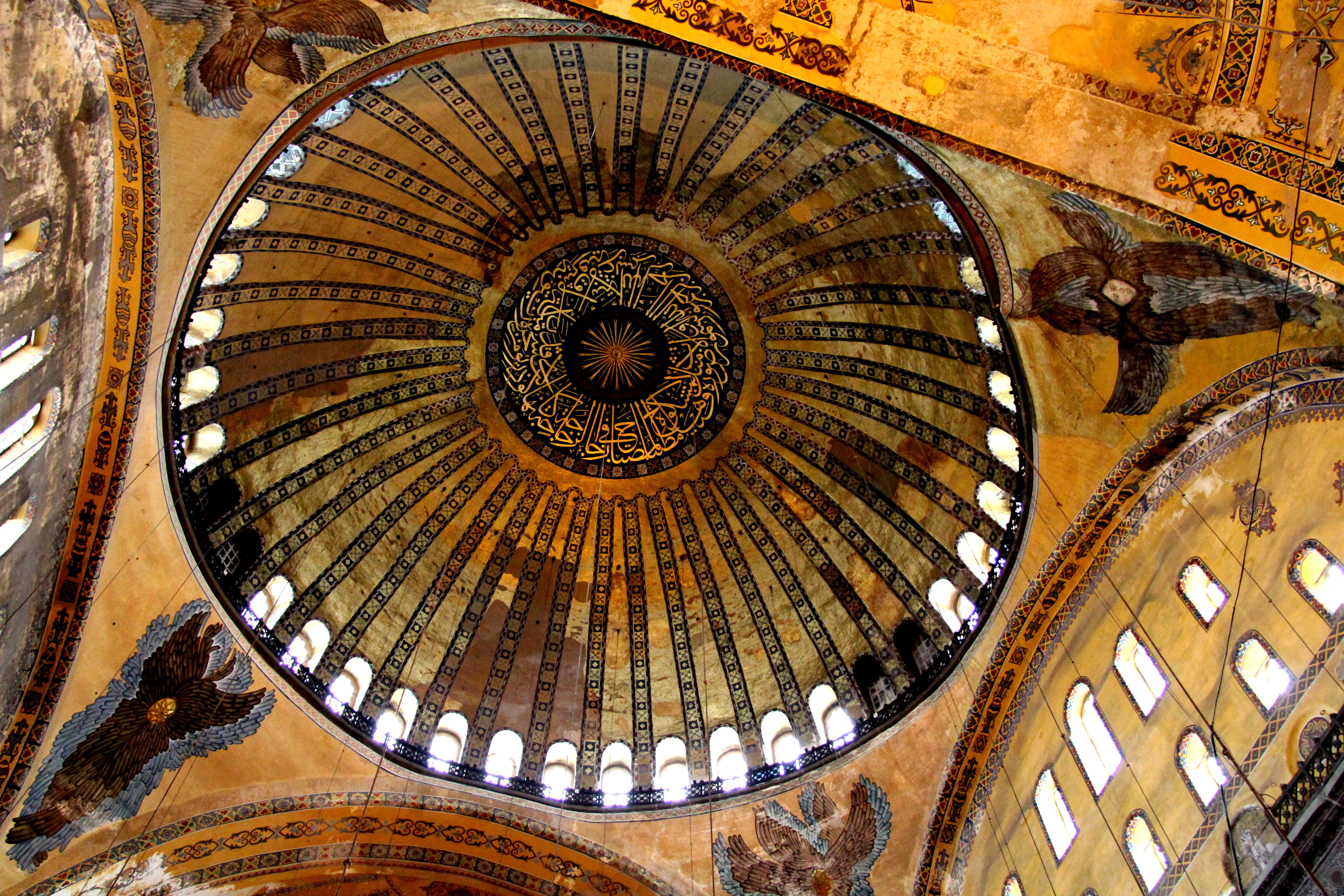
Santa Sofía, Constantinopla (532-562, 33 m)
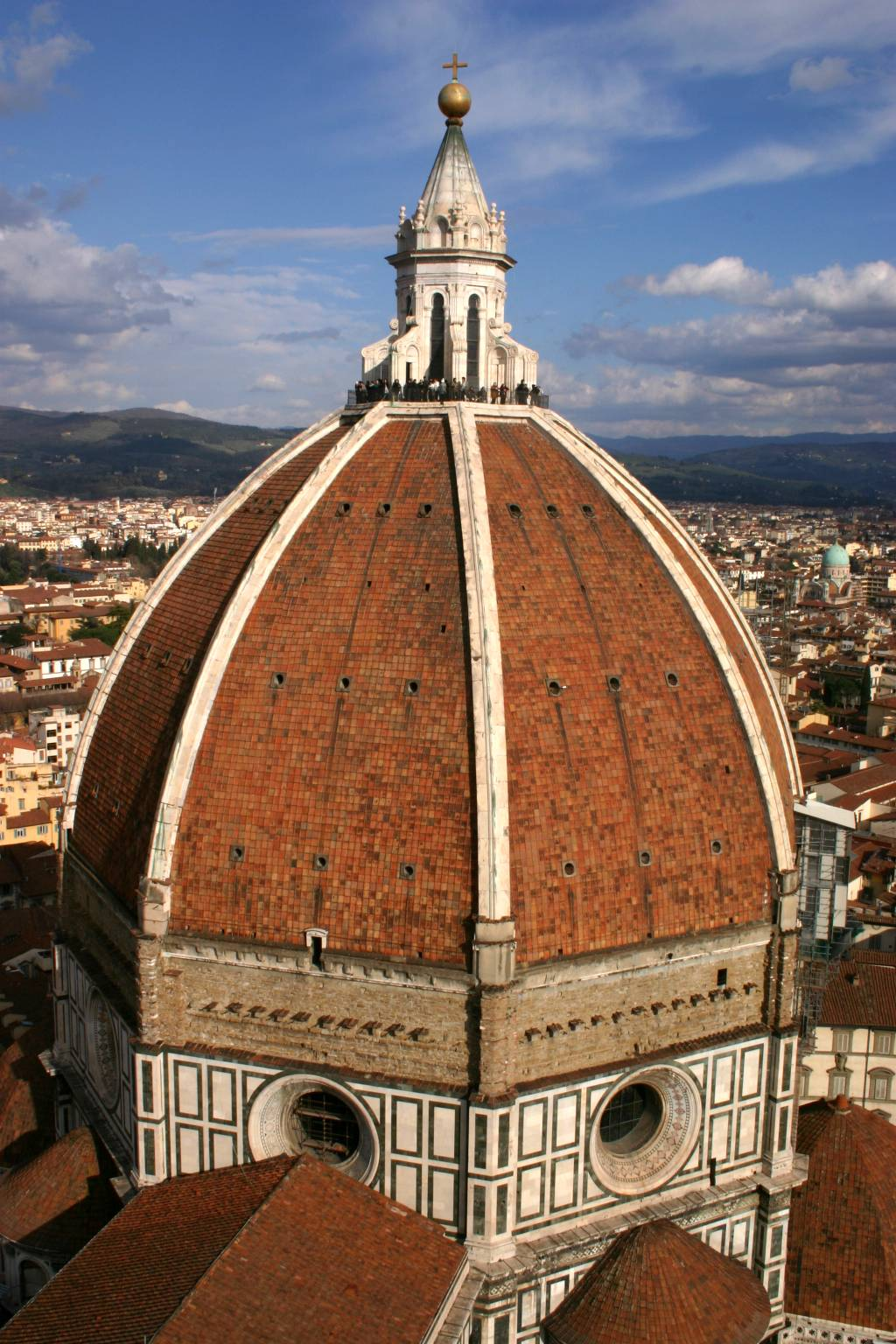
Santa Maria del Fiore, Florencia (1420-1436, 44 m)
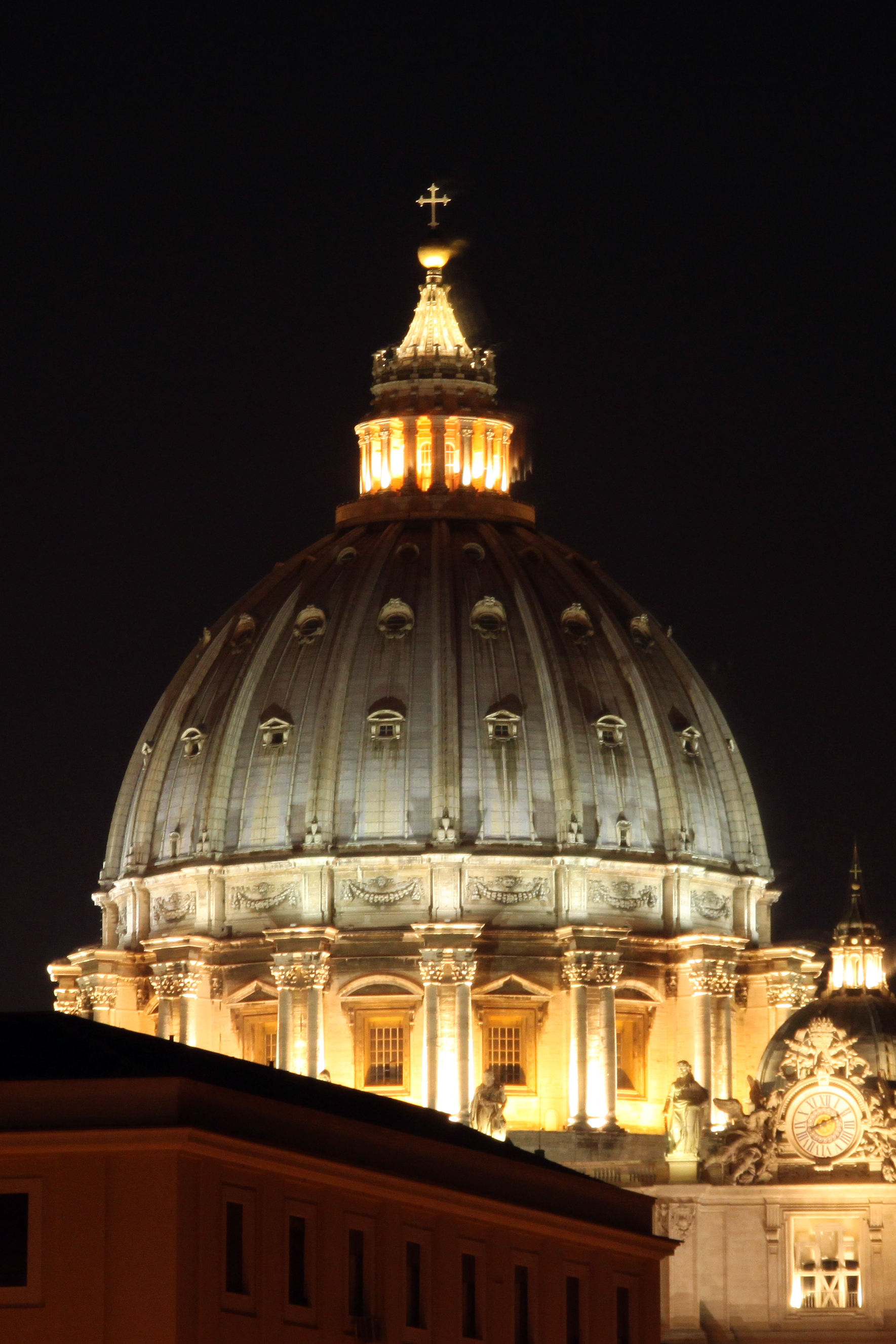
San Pedro de Roma (1546-1590, 41 m)
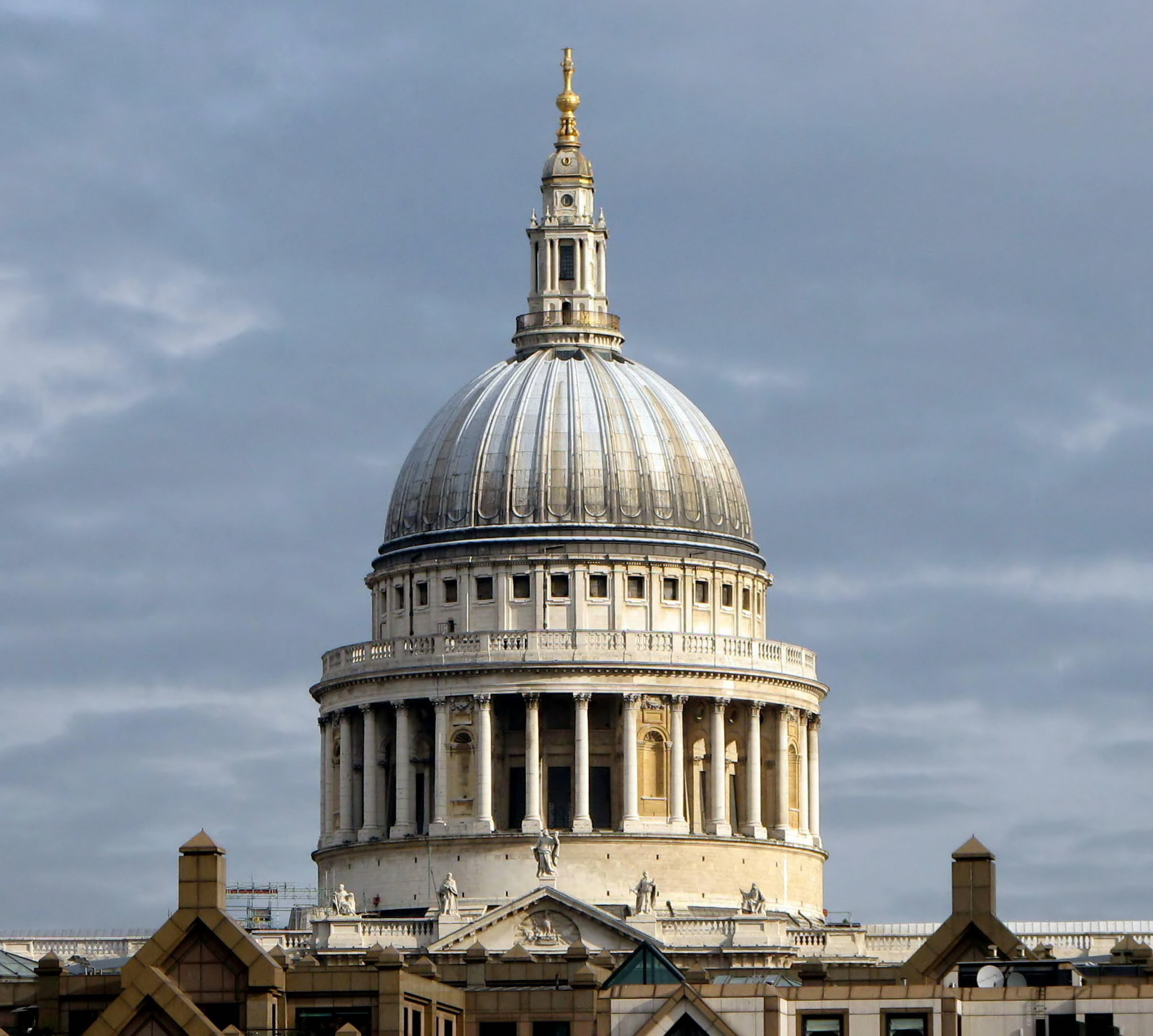
San Pablo de Londres (1676, 31 m)
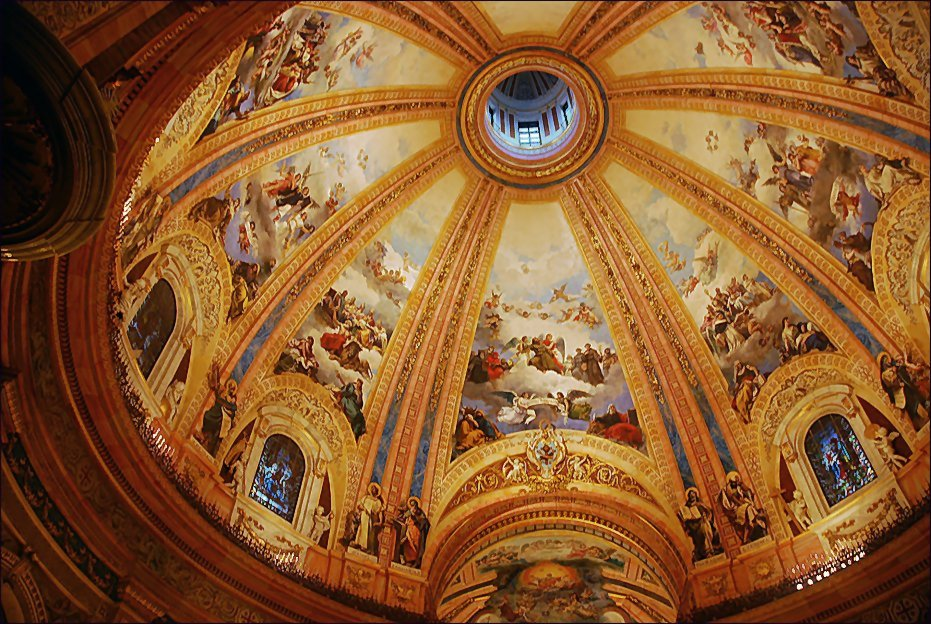
San Francisco el Grande, Madrid (1761-1770, 33 m)